# Iconografia della Trinità

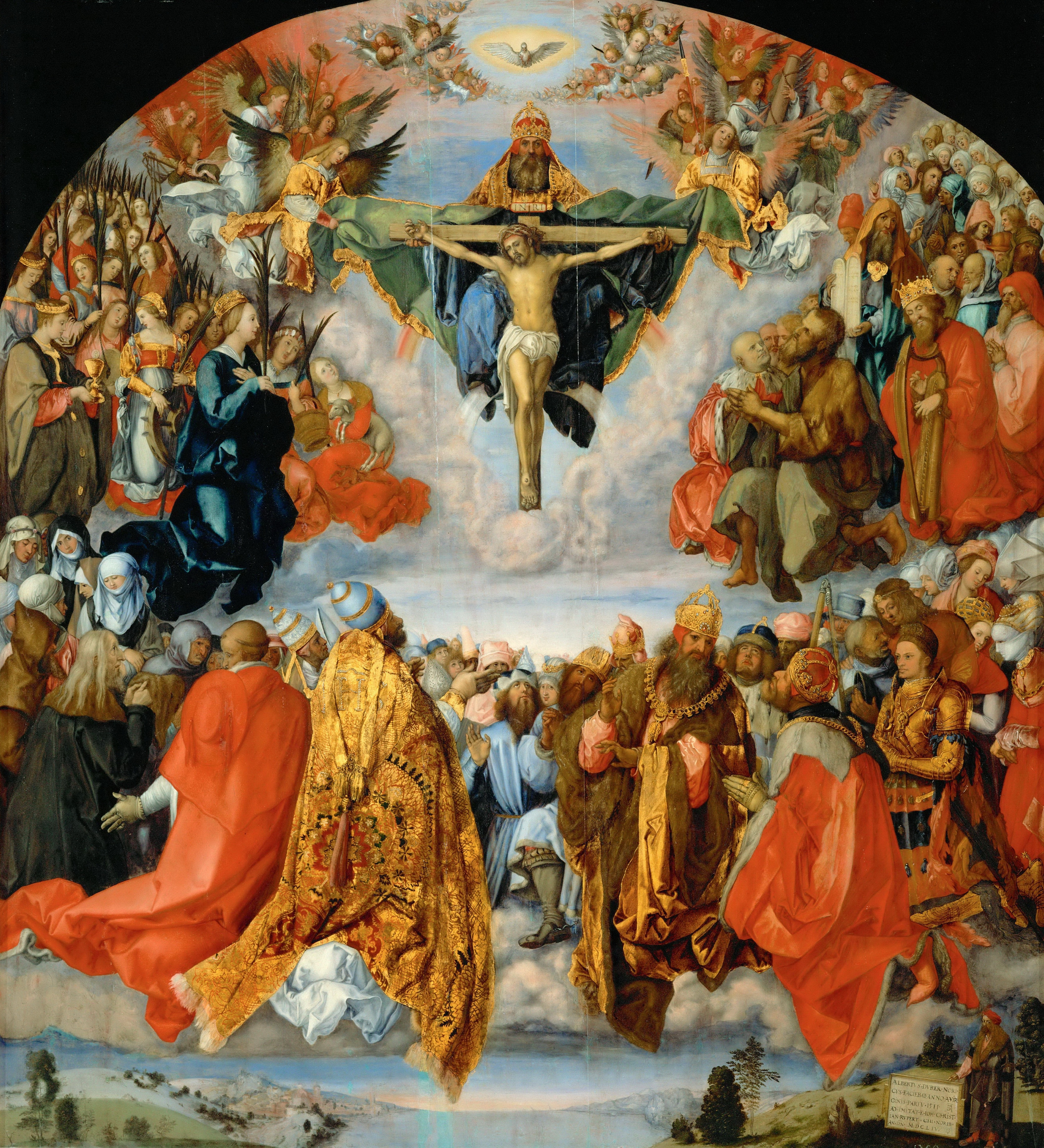
Albrecht Dürer, Adorazione della Santissima Trinità (1511)

L'iconografia della Trinità riflette lo sforzo e le molteplici strade seguite per tradurre il dogma cristiano della Trinità in immagini in grado di richiamare nei fedeli l'idea di un Dio "uno e trino", in relazione alle riflessioni teologiche sulla natura divina ed alle controversie sulla figurabilità di tale dogma. 

## Le rappresentazioni della trinità e unicità di Dio
Il proposito di raffigurare la Trinità si manifestò precocemente nella storia della Chiesa cristiana. Sappiamo dalle Epistole di san Paolino di Nola (morto nell'anno 431) che nella Basilica di San Felice a Nola era raffigurata una Trinità per mezzo di tre figure simboliche destinate poi a durare nel tempo: 
- il Padre Eterno è raffigurato con una mano che esce dal cielo,
- il Cristo con un agnello, secondo le parole pronunciate dal Battista (Gv 1,29.35-36[1])
- lo Spirito Santo è rappresentato come una colomba, ripresa dal testo evangelico che descrive il battesimo di Gesù (Mt 3,16[2]).

In queste prime immagini le tre persone della Trinità sono dunque raffigurate attraverso il linguaggio dei simboli.

### Raffigurazioni astratte della Trinità
Nel corso dell'alto medioevo – mentre fervevano i dibattiti attorno al dogma trinitario – le rappresentazioni della Trinità furono poco frequenti ed assunsero per lo più forme astratte, incentrate spesso su figure geometriche.
Un esempio è dato dai tre cerchi concentrici crocisegnati che troviamo nel mosaico del V-VI secolo presente ancor oggi nel battistero di Albenga.
Molteplici sono i simboli astratti che furono adottati nel tempo per rappresentare la Trinità (il triangolo equilatero, tre cerchi intrecciati, ecc.). Negli antichi documenti che le contenevano, tali figure assumevano (come ad esempio il sigillo composto da tre anelli borromeiani contenuto in un manoscritto del XIII secolo) il ruolo di emblemi pensati per evocare profonde ed enigmatiche verità.

Simbolo della Trinità noto come Scutum Fidei
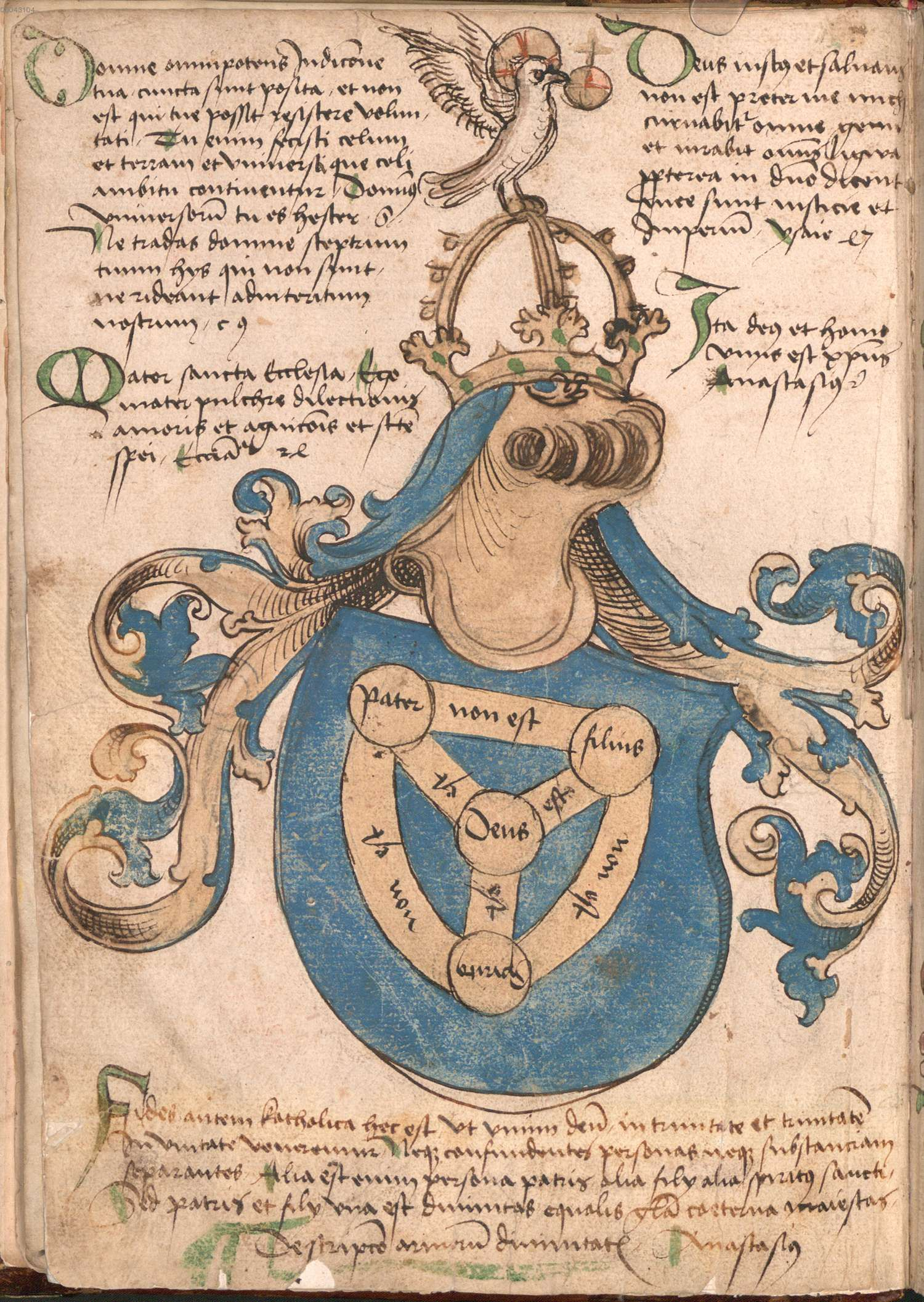
Scutum Fidei, manoscritto della fine del XVI secolo
Simbolo della Trinità in forma di anelli borromeiani
L'occhio della Provvidenza

Tra gli altri, Gioacchino da Fiore nelle sue tavole raccolte nel Liber Figurarum cercò di fornire una rappresentazione figurativa al mistero della Trinità.
Più interessante è però vedere come, sul piano naturalistico e figurativo, è stata affrontata la non facile impresa della rappresentazione del mistero trinitario o - per dirla con Dante – la figurazione di una sustanzia in tre persone.
Dopo lo scisma del 1054, durante il Medioevo, vi fu una fioritura plurisecolare dell'iconografia della Trinità, specialmente col riscorso alla geometria, per dimostrare le ragioni dei latini o dei bizantini a causa della controversia del Filioque tra la cristianità latina e orientale; orientativamente, gli occidentali preferirono linee e rette (per la linearità delle processioni trinitarie, Padre→Figlio e Padre+Figlio→Spirito Santo), gli orientali figure geometriche complesse, cerchi, triangoli (per l'immediatezza delle processioni del Figlio e dello Spirito dal solo Padre). L'applicazione iconografica geometrica alla questione del Filioque, che interessò persino imperatori bizantini in prima linea, è molto complesso, e solo recentemente ne è stata evinta la ricchezza.
Il secolo XII è il periodo chiave della diffusione nell'arte cristiana delle raffigurazioni della Trinità. Molte delle tipologie di immagini trinitarie che comparvero allora si dimostrarono capaci di durare nel tempo; altre si aggiungensero nel corso del XIV e XV secolo.

### I tre angeli ospitati da Abramo

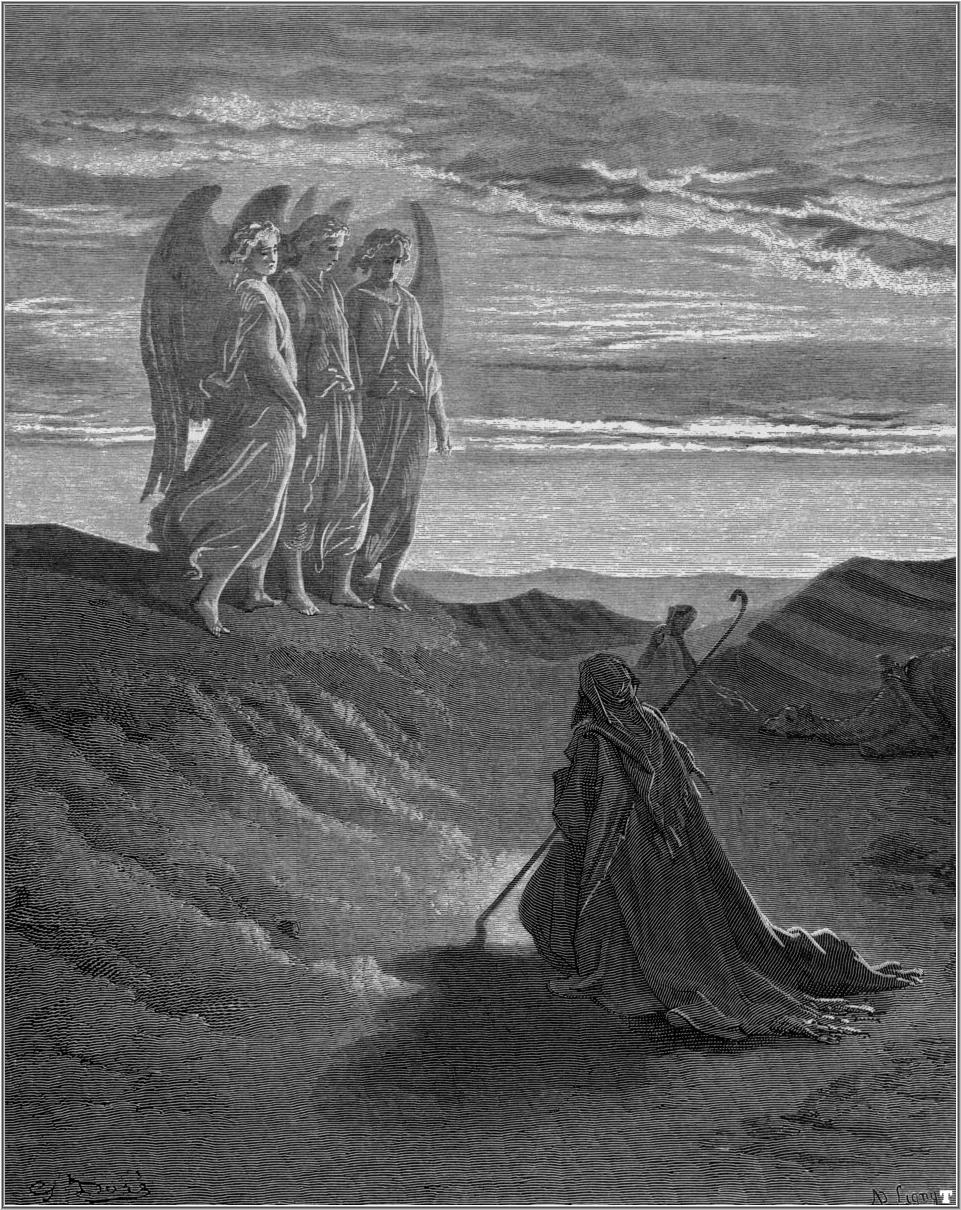
Gustave Doré, Abramo e i tre angeli

L'idea di rappresentare la Trinità mediante tre persone uguali e distinte dovette comparire abbastanza precocemente. Già la troviamo ad esempio in un manoscritto di san Dunstano, arcivescovo di Canterbury, risalente ai primi anni del X secolo. La giustificazione di tale iconografia sta verosimilmente nella lettura data da sant'Agostino del racconto dell'incontro alle Querce di Mamre:
Il filosofo di Ippona commentò questo passo come una anticipazione del mistero trinitario. Egli scrisse infatti che Abramo tres vidit et unum adoravit (Abramo vide tre e adorò uno).
Nella interpretazione più diffusa del testo biblico i tre uomini salutati e poi ospitati da Abramo in una mensa approntata per loro, vengono intesi come presenze angeliche e come tali le troviamo raffigurati in quadri ed icone.
Molte sono le opere d'arte che si concentrano sulla descrizione del passo della Genesi dal significato trinitario, focalizzando l'attenzione sul momento dell'incontro oppure sulla mensa imbandita (ove l'offerta delle focacce preparate da Sara è intesa come prefigurazione del mistero eucaristico). Uno dei mosaici di San Vitale a Ravenna risalente al V secolo costituisce un esempio di raffigurazione della mensa imbandita di grande qualità artistica. Tra le numerose rappresentazioni del momento dell'incontro, si può citare la pregevole tavola di Antonello da Messina a Reggio Calabria. Essa non ci è giunta integra, ma risulta tagliata escludendo la figura di Abramo inginocchiato.
In altre opere, quali le icone che caratterizzano l'arte cristiana in Russia, i tre angeli che visitano Abramo diventano in modo diretto la raffigurazione stessa della Trinità. Secondo la concezione della "Trinità anticotestamentaria" infatti, sotto la forma dei tre pellegrini che visitano Abramo si celano le tre ipostasi di Dio.

Si può citare, al riguardo, la celebre icona di Andrej Rublëv (ca 1411) alla Galleria Tret'jakov di Mosca. I tre angeli sono seduti attorno ad un tavolo e benedicono un vaso contenente la carne del vitello sacrificato da Abramo.

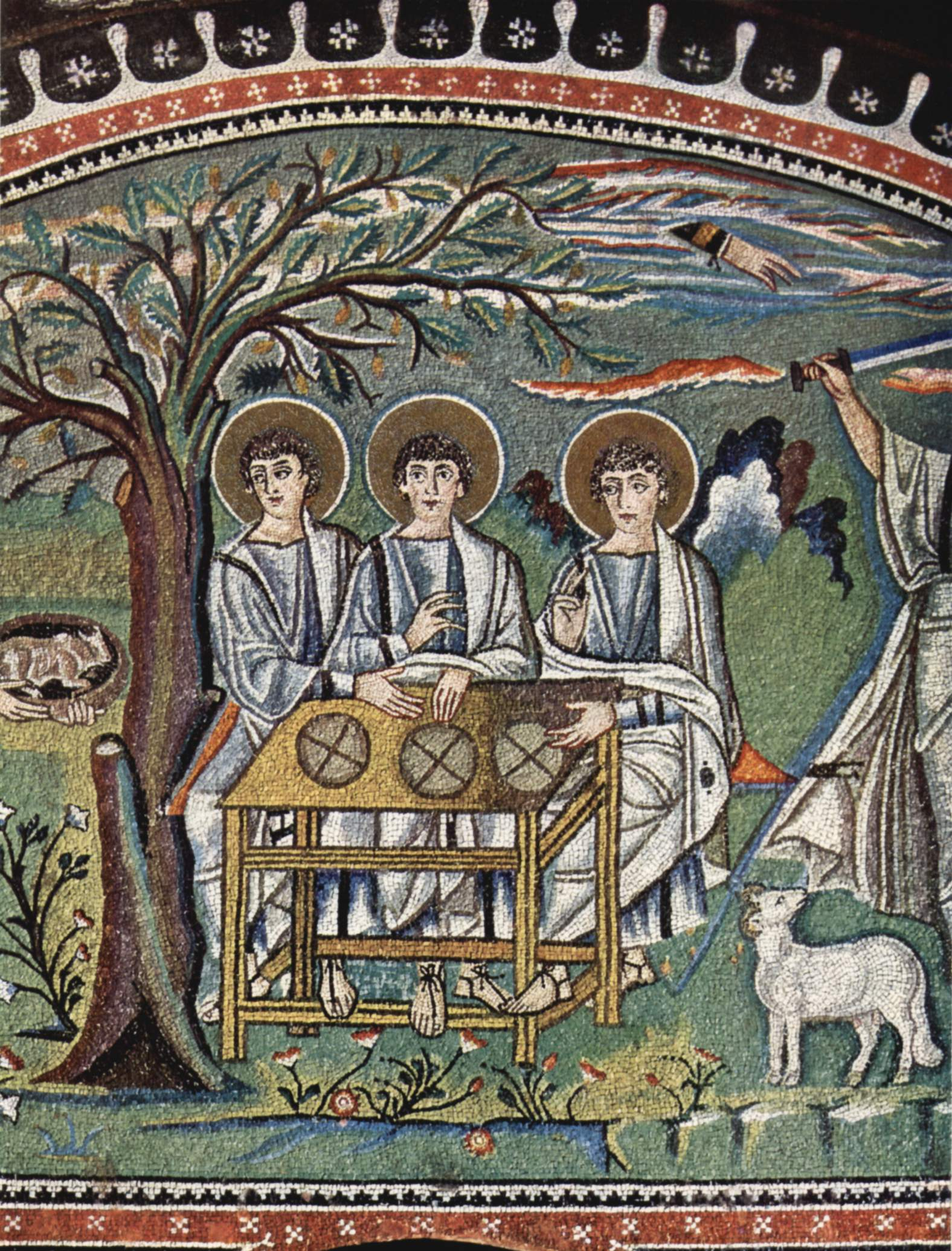
Mosaico del Coro a San Vitale a Ravenna, ca. 475
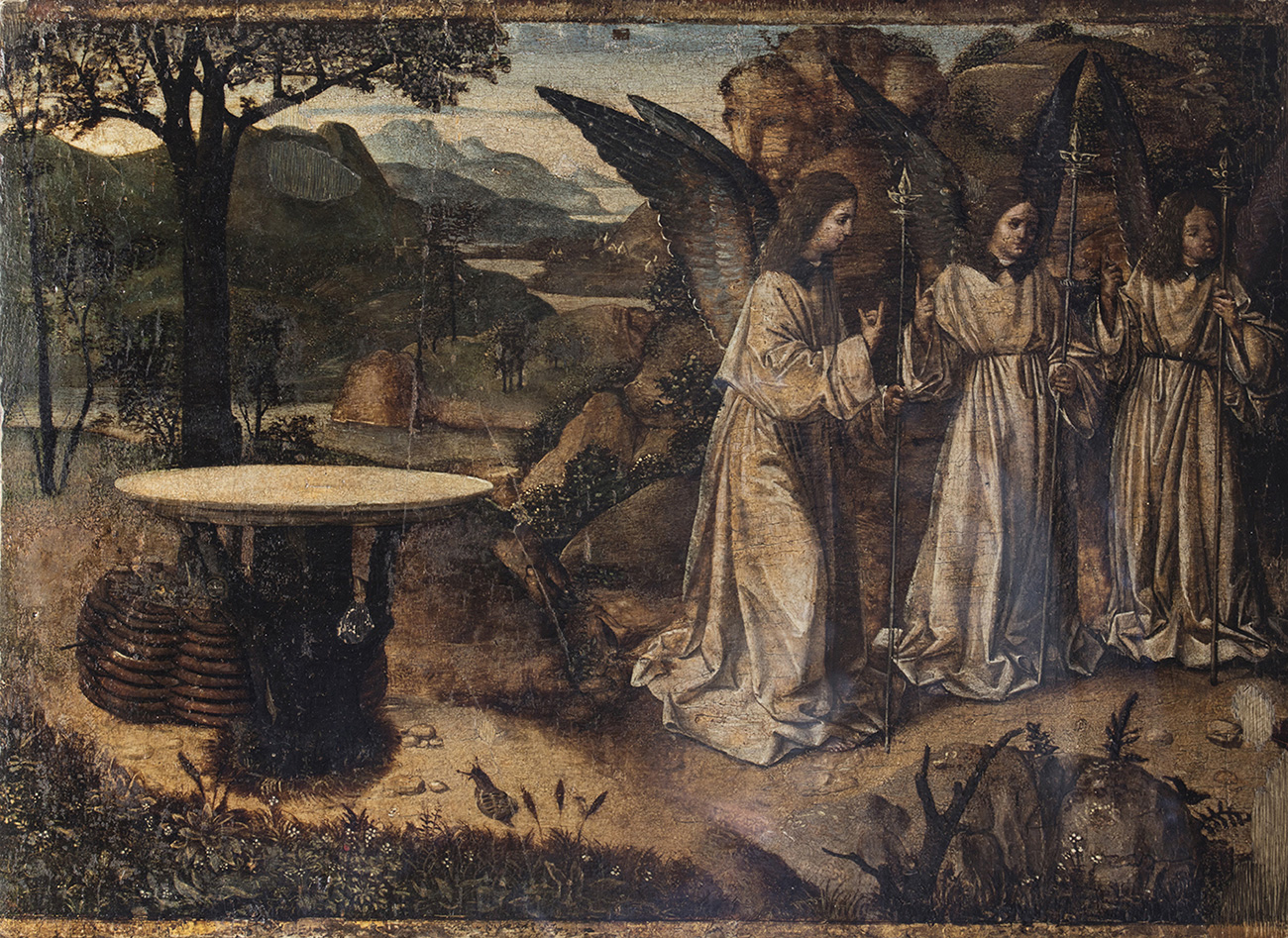
Antonello da Messina, Visita dei tre angeli ad Abramo, tecnica mista su tavola, ca. 1465, Reggio Calabria, Museo civico
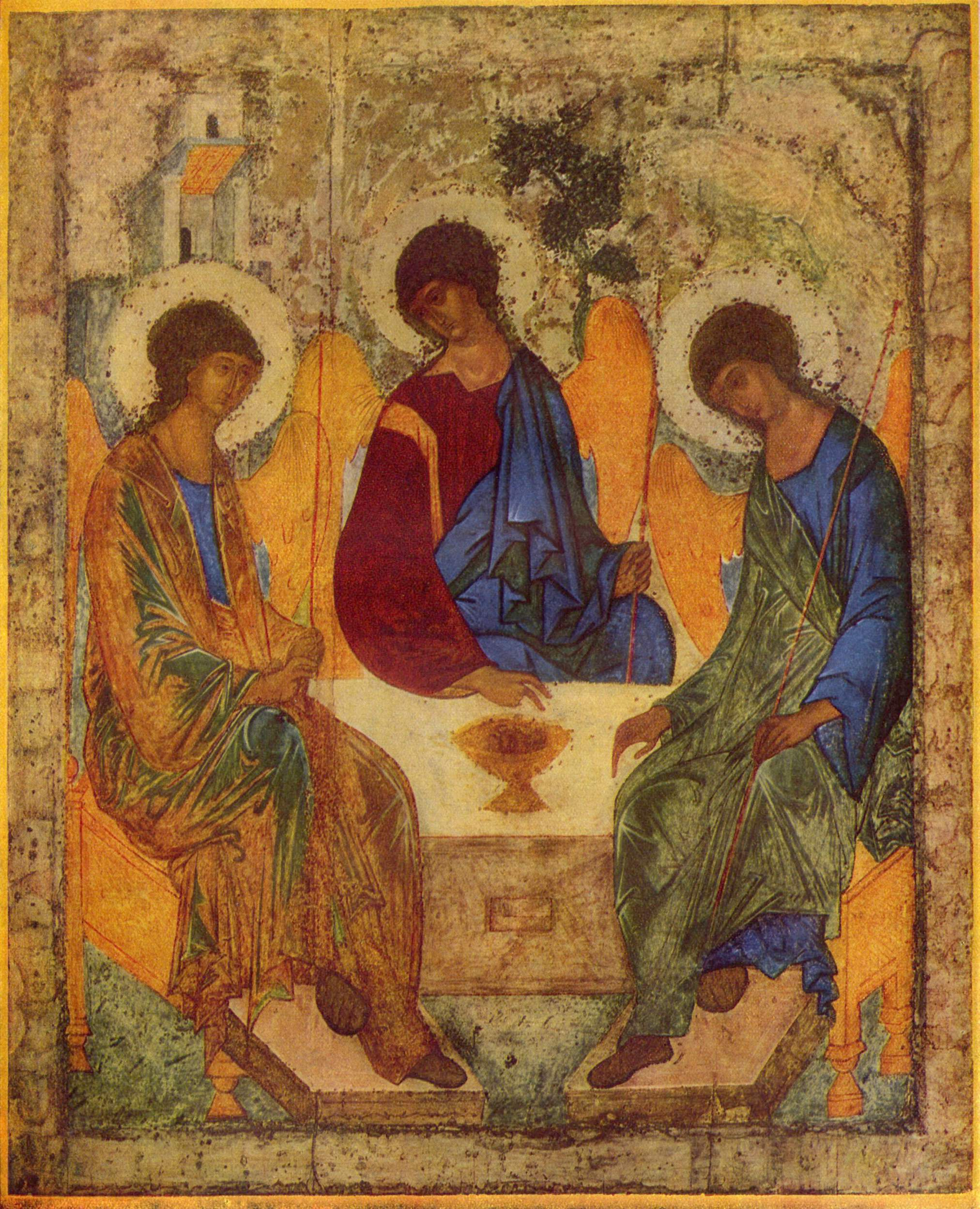
Andrej Rublëv, Trinità, icona, ca. 1411, Mosca, Galleria Tret'jakov
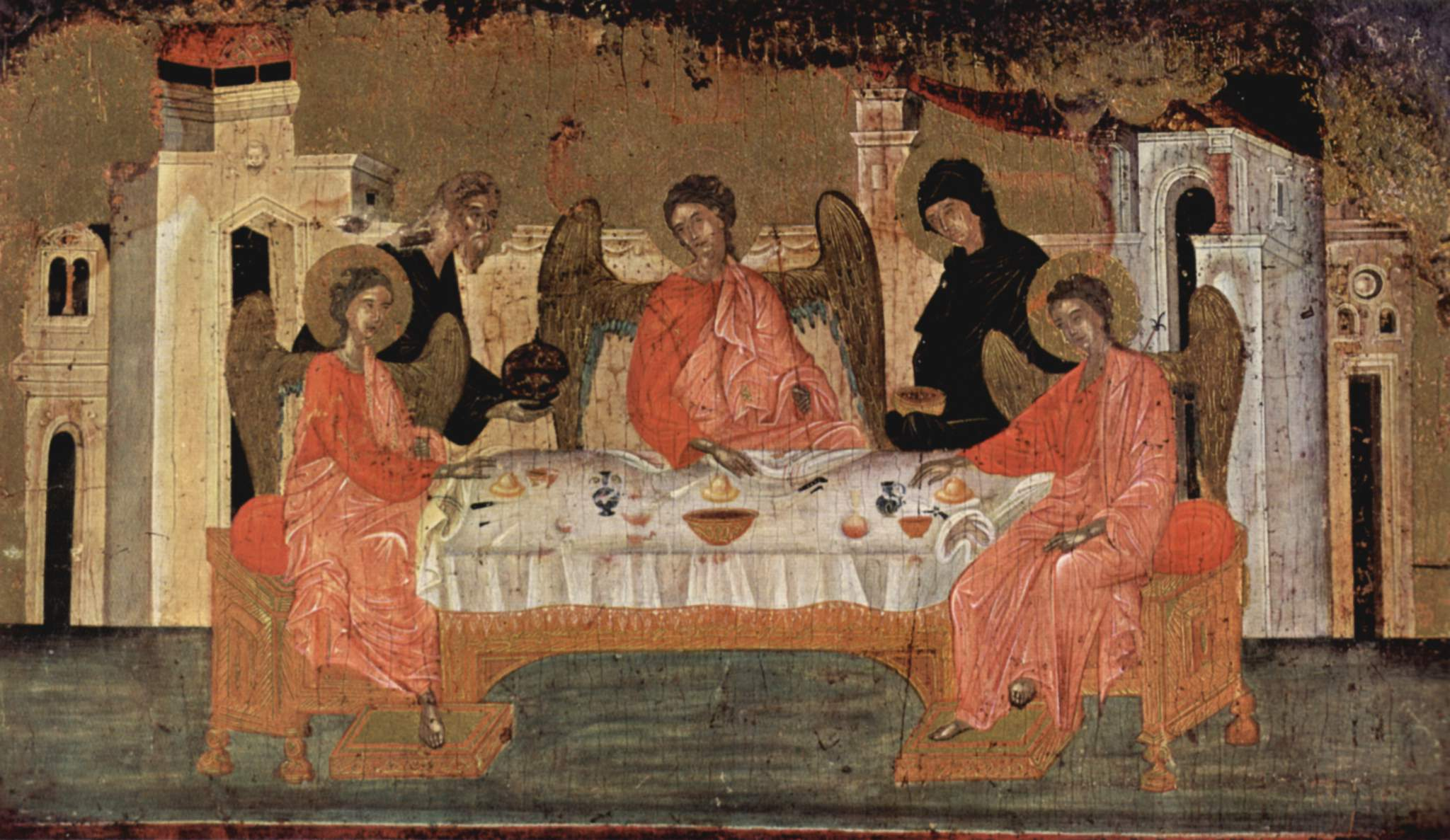
Maestro dell'icona della Trinità,Trinità, icona, XVI secolo, Atene, Museo Benaki
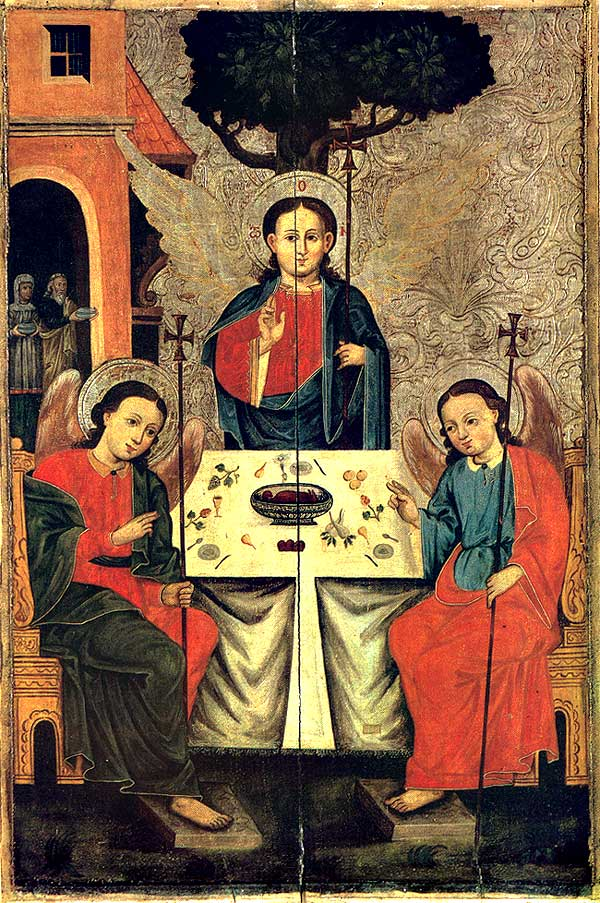
Trinità, icona, XVII secolo, Bielorussia

### La Trinità raffigurata come triplice immagine di Cristo

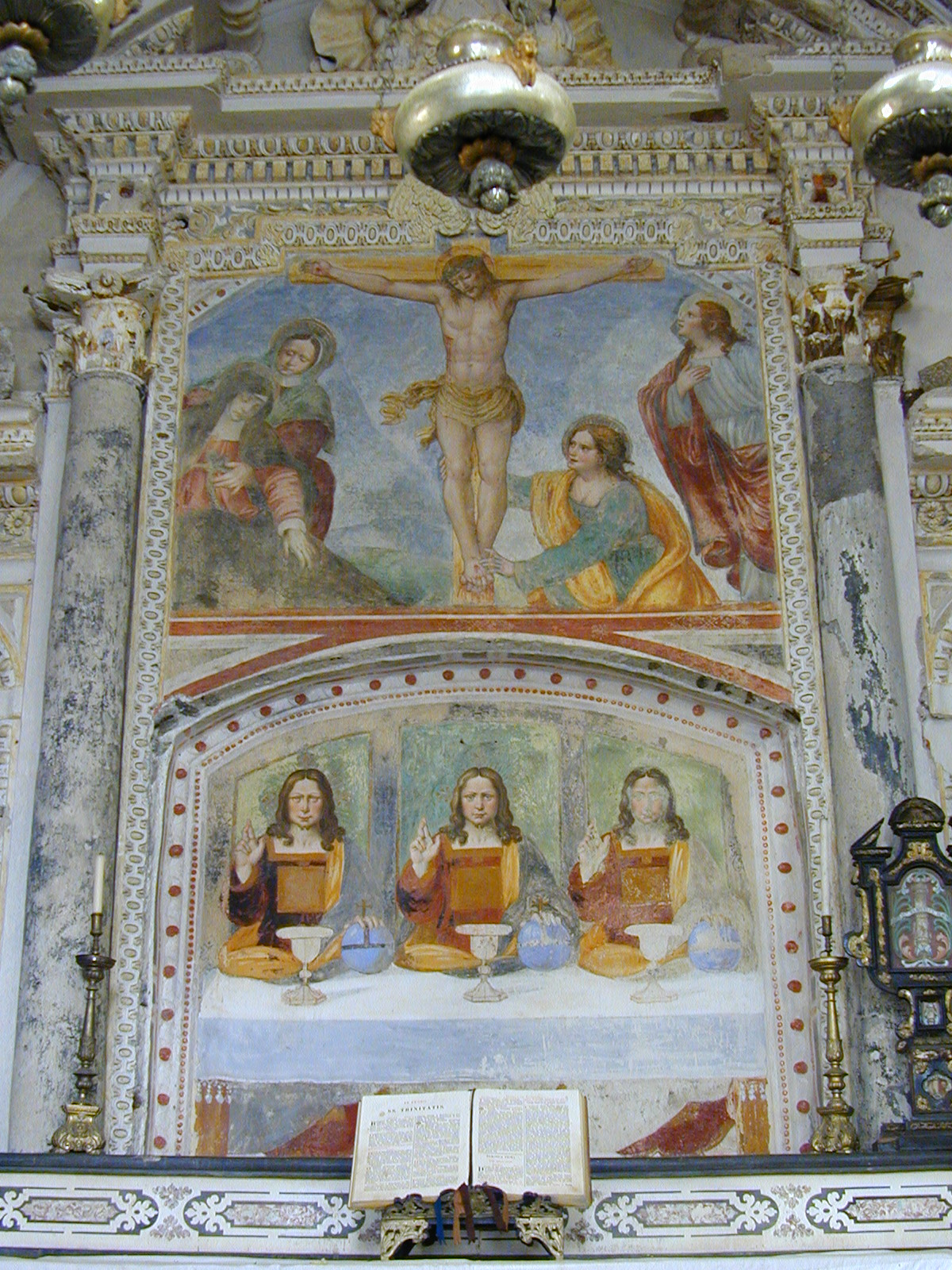
Autore ignoto del XVI secolo, Crocifissione e Trinità, affresco, Sacro Monte di Ghiffa

È verosimile che la tradizione iconografica incentrata sui tre ospiti di Abramo seduti alla mensa di Mamre abbia ispirato la raffigurazione del mistero trinitario basata su tre figure, uguali e distinte, aventi la sembianza del Cristo, assise frontalmente ad una mensa e recanti il calice eucaristico. 
Ne è un esempio l'affresco cinquecentesco presente al Sacro Monte della Santa Trinità a Ghiffa, santuario gestito a suo tempo dall'ordine dei Trinitari.
Al di sotto di una Crocefissione è rappresentata una tavola a cui è seduta la figura del Cristo ritratta tre volte, in maniera assolutamente identica. Il Cristo è ritratto nell'atto di benedire con la mano destra un calice eucaristico, mentre tiene posata la mano sinistra sul globo, usuale attributo iconografico dell'Eterno. È un esempio di rappresentazione triandrica e cristomorfa che è stata chiamata Trinità eucaristica o, più propriamente, Trinità all'altare.
Immagini come quella di Ghiffa incentrate sulla triplice figura del Cristo benedicente furono ovunque abbastanza popolari e vennero ancora erano ampiamente impiegate nel XV e XVI secolo, soprattutto nell'Italia nord-occidentale, al punto che ancor oggi capita di trovarne nei superstiti affreschi di chiese periferiche.

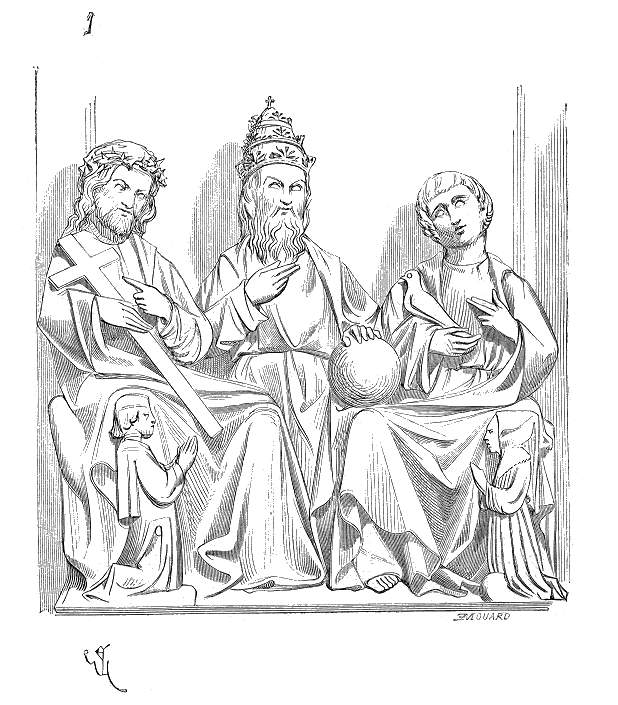
Disegno del gruppo ligneo conservato a Troyes.

Esistono raffigurazioni triandriche e cristomorfe diverse dalla Trinità all'altare. Un esempio di altissimo livello è rappresentato dalla bellissima immagine della La Trinità e tutti i santi nelle Heures d'Étienne Chevalier, dovuta alla mano di Jean Fouquet. In essa vediamo le tre figure identiche, dalla sembianza di Cristo: sono vestite di bianco e sedute in Paradiso sopra un trono collettivo (synthronon), mentre si offrono alla visione dei Beati.
Sebbene queste siano le più diffuse, non tutte le raffigurazioni triandriche della Trinità sono basate sulla immagine di Cristo ripetuta tre volte. Un interessante esempio di immagine non cristomorfa si trova in una delle tarsie con gli articoli del Credo eseguite da Domenico di Niccolò dei Cori nel Palazzo Pubblico di Siena. Un altro esempio è dato dal gruppo ligneo conservato a Troyes al Musèe des Beaux-Arts.
Con la diffusione di tali immagini dovette crescere la preoccupazione all'interno della Chiesa che esse potessero essere intese come rappresentazioni triteiste, tanto più che in esse si dava forma umana ed una entità, lo Spirito Santo, menzionato dal Vangelo solo in termini esplicitamente spiriruali.
Solo nel 1745 tuttavia, con la bolla Sollicitudini nostrae di Benedetto XIV, questo tipo di raffigurazione venne, non condannato, ma definito come non appropriato dalla Chiesa.

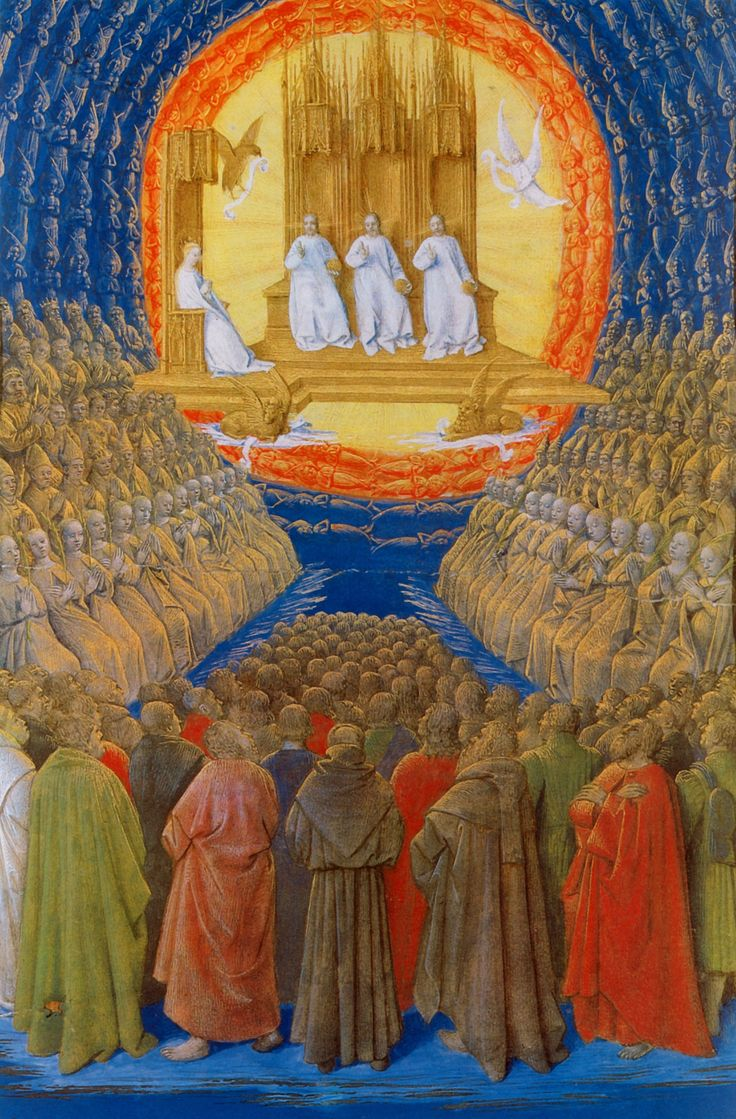
Jean Fouquet, La Trinità e tutti i santi, miniatura delle Heures d'Étienne Chevalier, 1452-60, Chantilly, Musée Condé
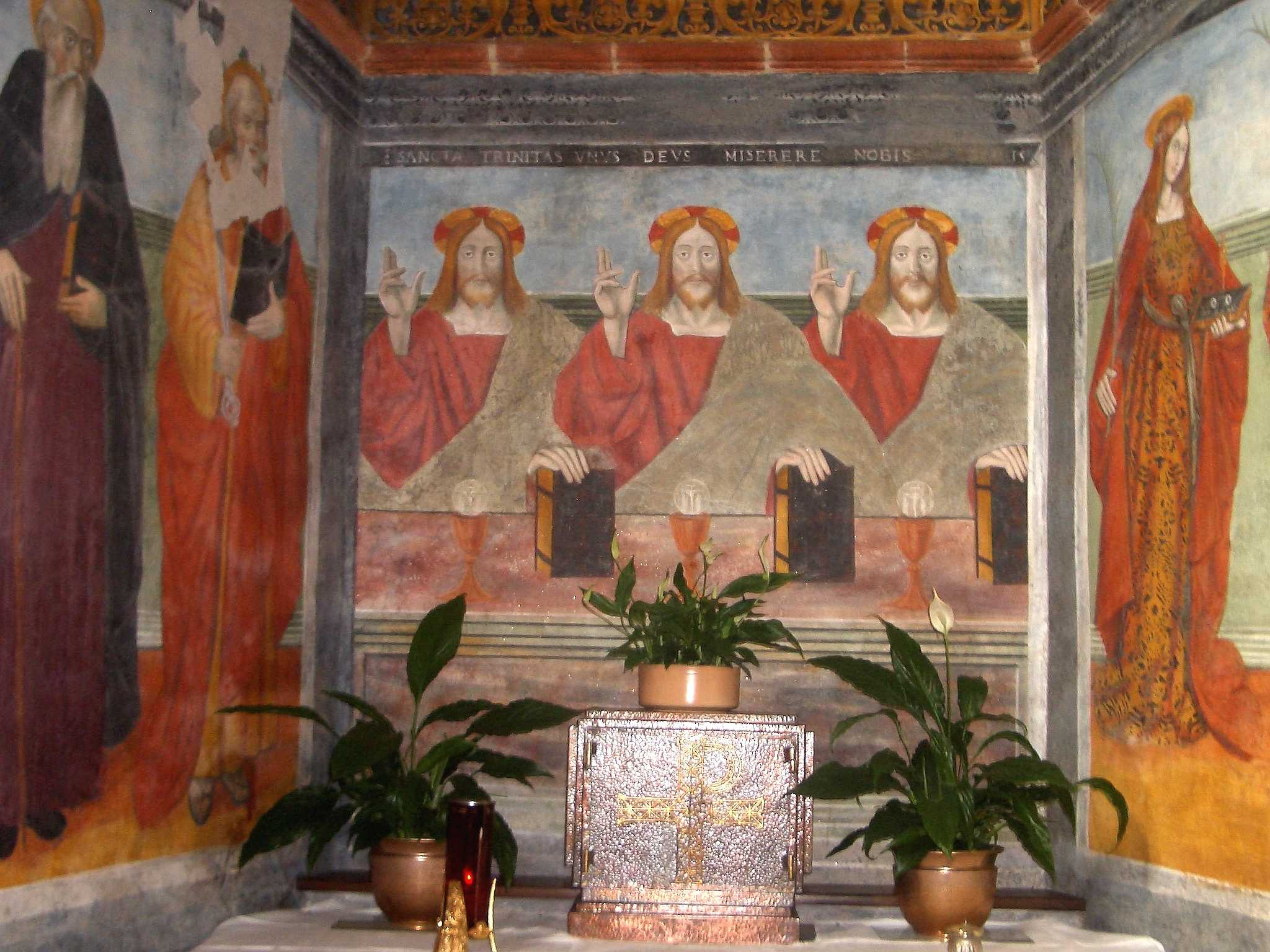
Scuola di Defendente Ferrari, Cappella della Trinità (ca 1535), affresco, Chiesa di San Pietro, Benna
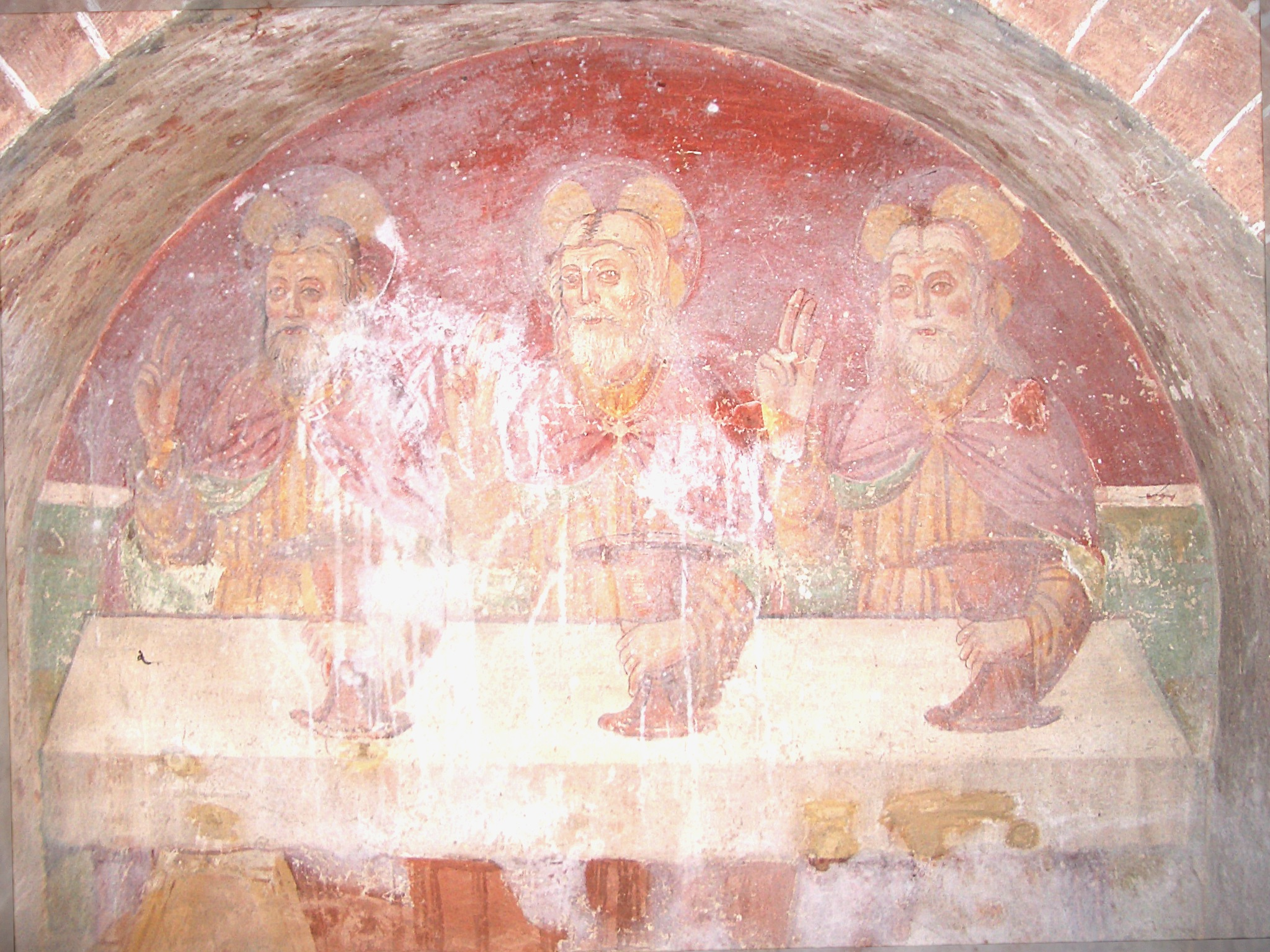
Affresco nel presbiterio, Abbazia di Santa Maria di Rivalta
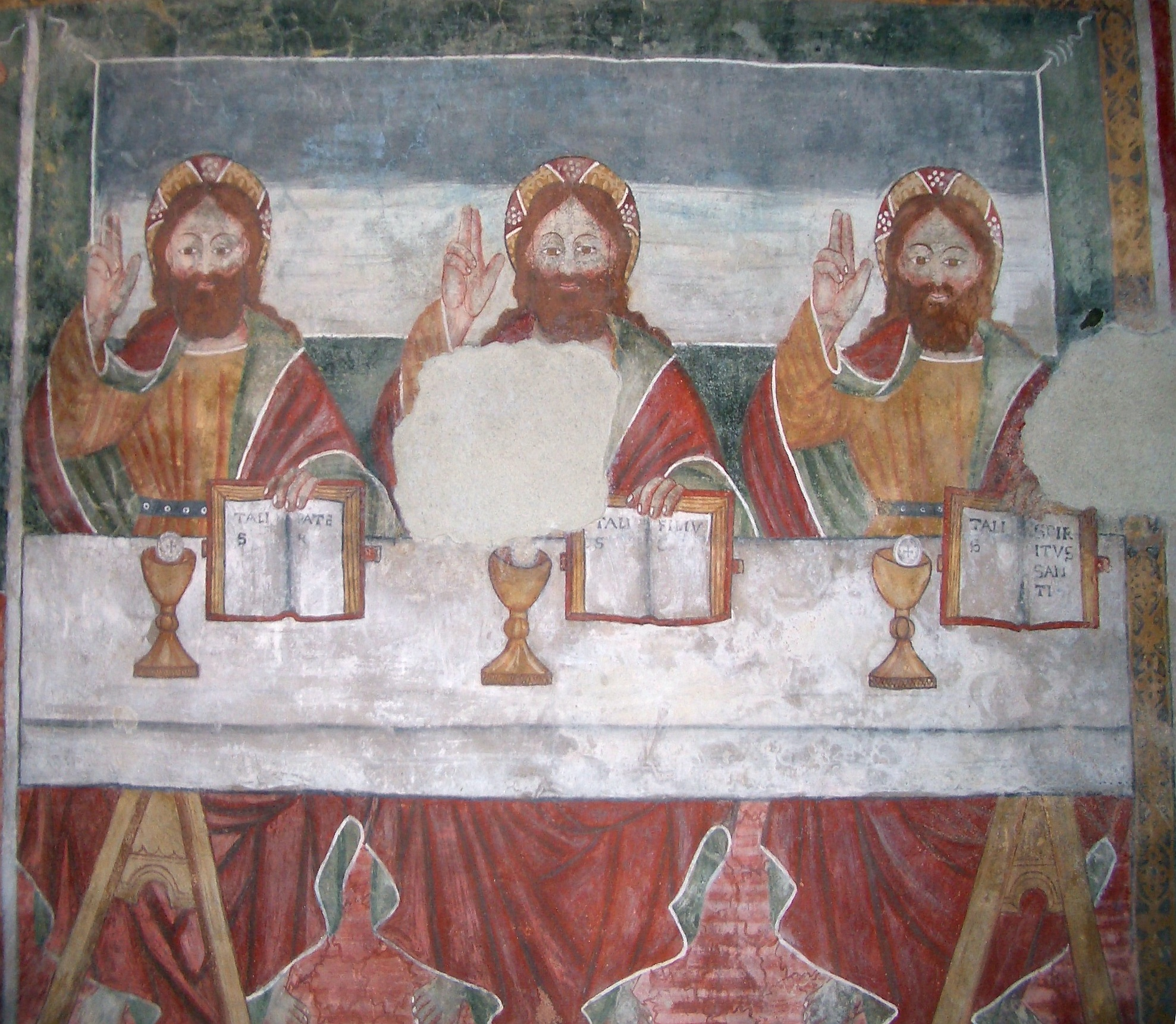
Autore ignoto del XV secolo, Trinità, affresco, Castelletto Cervo, Chiesa dei SS. Pietro e Paolo
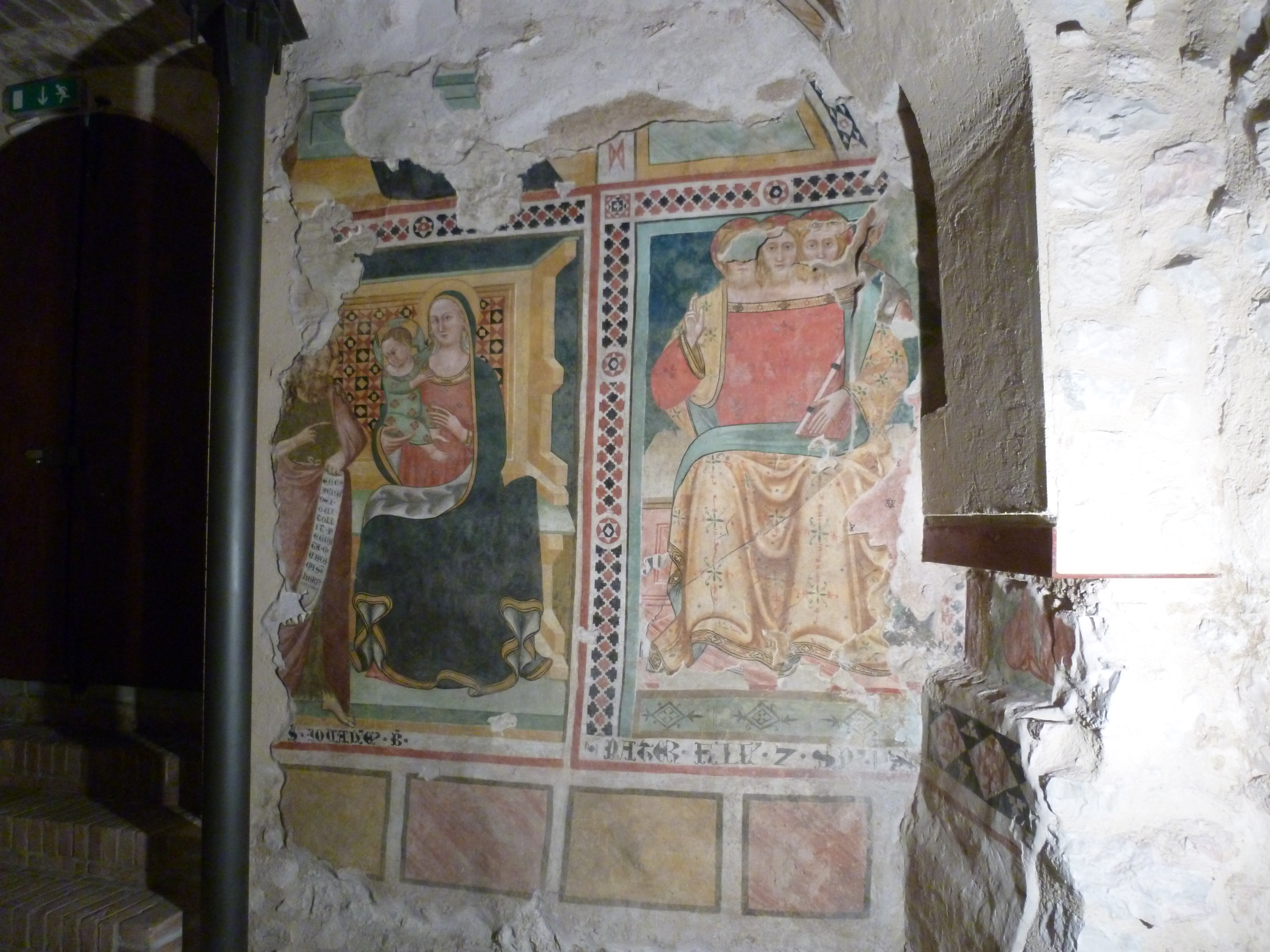
Affresco all'interno della Rocca Flea di Gualdo Tadino
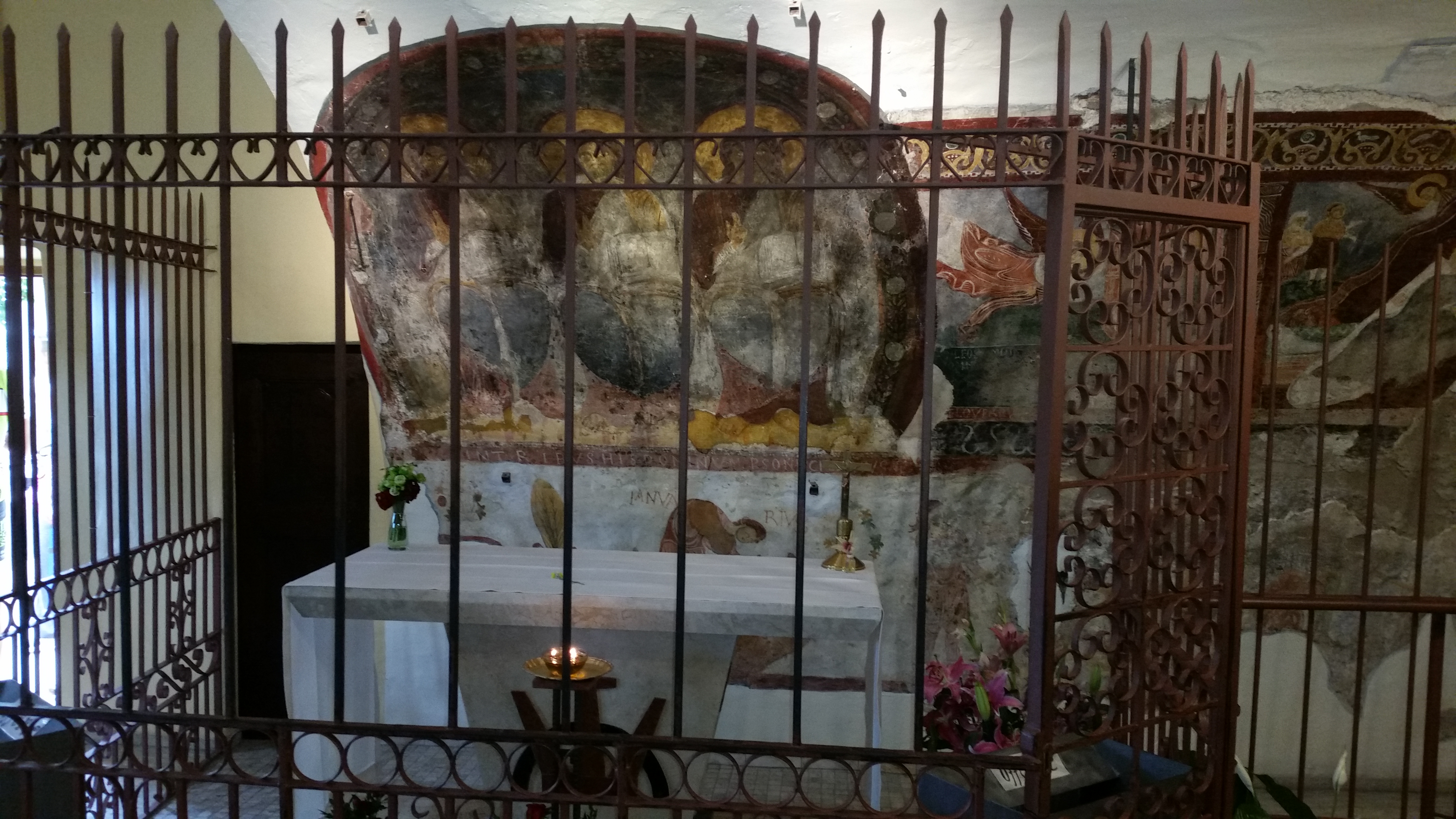
Affresco nel Santuario della Santissima Trinità di Vallepietra (Roma)

### Il Figlio alla destra del Padre

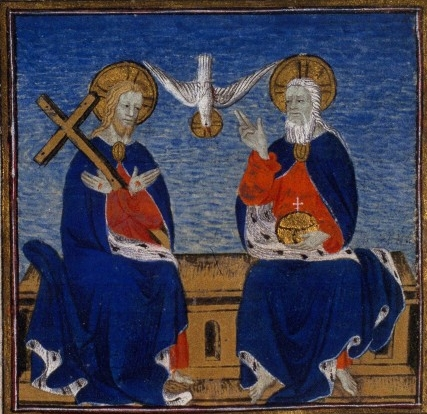
Guiard des Moulins, Bible historiale, XV secolo, Parigi, BNF.

Nel XII secolo si afferma anche un'immagine della Trinità ispirata su una risposta che Gesù diede al Sommo Sacerdote durante il processo di fronte al Sinedrio:
Il Padre viene rappresentato con alla sua destra il Figlio, seduti su uno stesso trono. Tra di essi è posta la colomba rappresentante lo Spirito Santo.

Dio Padre è raffigurato come un anziano, frequentemente con un globo e/o lo scettro, e talvolta con aureola triangolare, mentre il Figlio è accompagnato dai simboli della Passione.
Un esempio di una simile raffigurazione si trova in una delle miniature della Bible historiale dovuta alla mano di Guiard des Moulins (XV secolo).

La stessa iconografia è ripresa in numerose rappresentazioni della Incoronazione della Vergine.

### Trinità con la sfera celeste

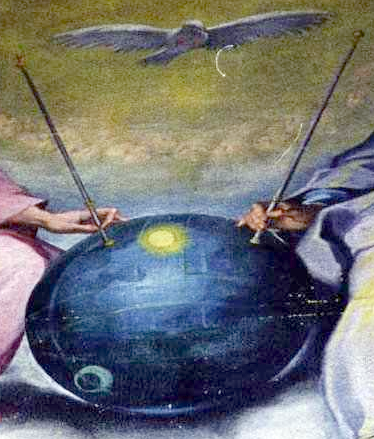
Ventura Salimbeni: Particolare della Disputa sull'Eucaristia

Si tratta di una evoluzione del tipo precedente, diffusa soprattutto in dipinti del XVII secolo, in cui troviamo il "globo" o "sfera celeste" posizionata tra le figure del Padre, del Figlio e dello Spirito Santo circondate da nubi. La sfera, spesso trasparente come se fosse una palla di vetro, rappresenta l'intero universo sul quale la Trinità impone il proprio potere divino. 
In questo tipo di iconografia gli elementi caratteristici della sfera, non sempre presenti in ogni dipinto, comprendono la fascia dello zodiaco, la Terra, il Sole e la Luna. In alcuni casi Gesù e Dio Padre pongono sulla sfera i propri scettri. Tra le opere più conosciute ricordiamo l'Adoration de la Sainte Trinité (1640) di Johann Heinrich Schonfeld, e la Messe de Fondation de l'ordre des Trinitaires (1666) di Juan Carreno De Miranda, entrambe esposte al Louvre. In Italia Trinità di questo tipo sono state dipinte da molti artisti del Seicento, tra i quali il Guercino, Ventura Salimbeni e, l'allievo dei Carracci, Giovanni Battista Bertusio.

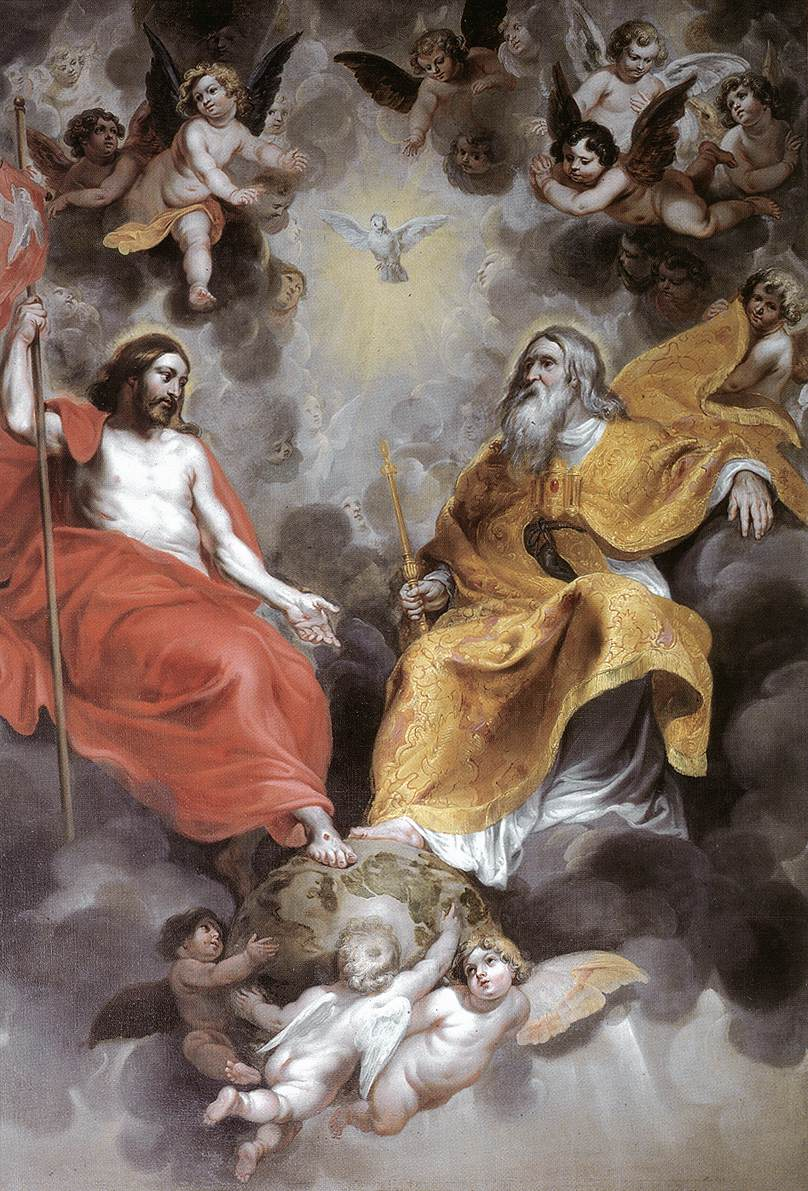
Hendrik van Balen, I, olio su tavola, 1620, Sint-Jacobskerk, Anversa
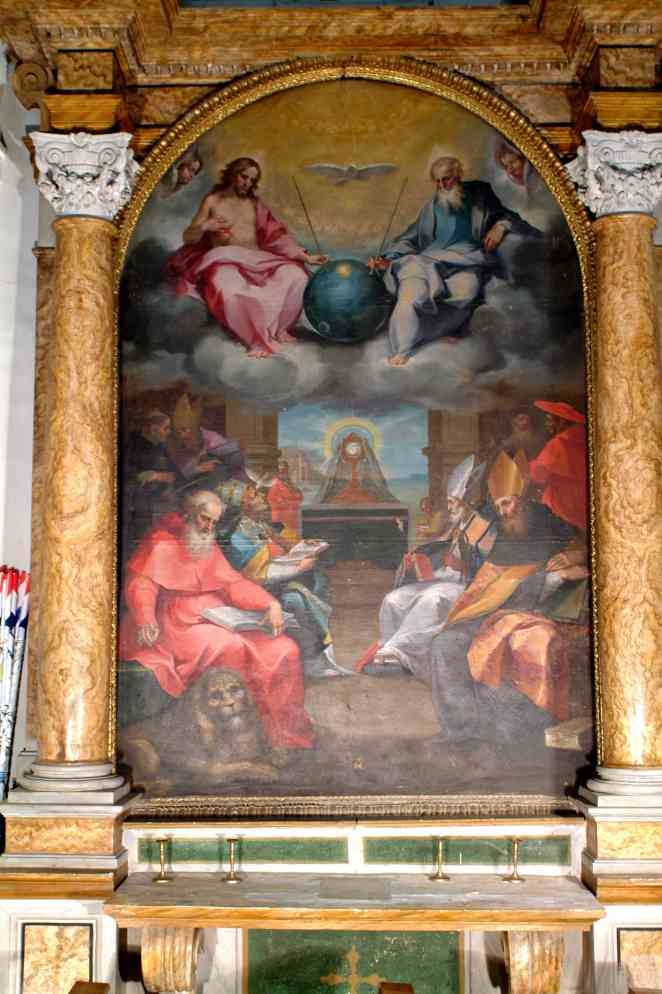
Ventura Salimbeni, olio su tela, 1600, Chiesa di San Lorenzo in San Pietro, Montalcino

### Dio tricefalo e Dio trifronte
Un altro filone iconografico, destinato a rivelarsi ancor meno ammissibile dalla Chiesa, si andò affermando almeno a partire dal XII secolo. Con gusto tipicamente medievale, si pensò di rappresentare la Trinità come figura umana tricefala, cioè costituita da un solo corpo e da tre teste, per indicare che in una sola sostanza si manifestano tre volti diversi.
Troviamo una delle poche superstiti soluzioni iconografiche di questo tipo pervenute ai nostri giorni, in Italia, nel piccolo comune piemontese di Armeno all'interno della chiesa parrocchiale di Santa Maria Assunta (XII sec.); un'altra è in Spagna, in uno dei capitelli gotici della collegiata di Alquézar dove la scena della Creazione di Adamo mostra appunto un Creatore con tre teste. Un altro esempio si trova a Edolo, in Val Camonica, rappresentato sul capitello di una finestra di Casa Zuelli XIV secolo Instagram.
Ad evitare derive teratologiche si preferì, soprattutto in Italia, la soluzione costituita da una testa trifronte, il vultus trifrons.Un esempio di immagini di tale natura si trova a Perugia, in un affresco quattrocentesco posto sulla facciata antica della Basilica di San Pietro e a Vallo di Nera (Perugia) nella chiesa di Santa Maria Assunta. Una iconografia in cui è raffigurato un Cristo con tre teste si trova all'interno della Pieve dei SS. Cosma e Damiano che si incontra salendo verso il colle ove è posta la Basilica detta della Madonna del Transito sopra il colle di Canoscio presso Trestina frazione del comune di Città di Castello. Altri esempi sono rinvenibili a Firenze nel fregio del Cenacolo affrescato da Andrea del Sarto della chiesa di San Salvi oppure quello di Agnolo Bronzino nel soffitto della cappella Eleonora a Palazzo Vecchio.
Un altro, forse il più famoso, si trova nella concattedrale di Santa Maria Assunta ad Atri. Notevole l'esempio della Trinità con sant'Agostino, conservato oggi nel Museo Civico di Sansepolcro e proveniente dall'antica chiesa di Sant'Agostino (poi Santa Chiara), realizzato prima del 1374.
Nel contesto della diffusione dell'Umanesimo e della ammirazione per il lascito culturale dell'antica Roma la soluzione del vultus trifrons apparve indubbiamente elegante ai pittori italiani dell'epoca, coerente con le divinità bifronti o trifronti del pantheon romano. Il volto trifronte, compariva nelle antiche rappresentazioni allegoriche della Prudenza.
Proprio questa sospetta contaminazione con il paganesimo fece sì che tali immagini della Trinità venissero guardate con sospetto dalla Chiesa postdridentina ed esplicitamente condannate da papa Urbano VIII nel 1628.

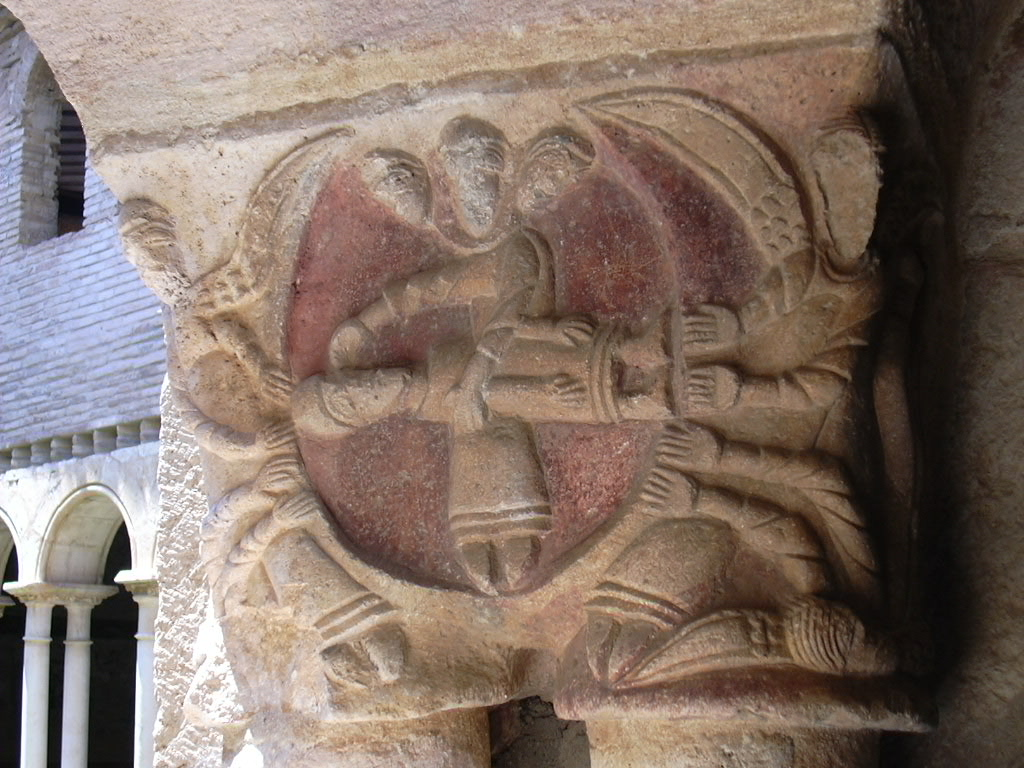
Capitello con la Creazione di Adamo, Collegiata di Alquézar
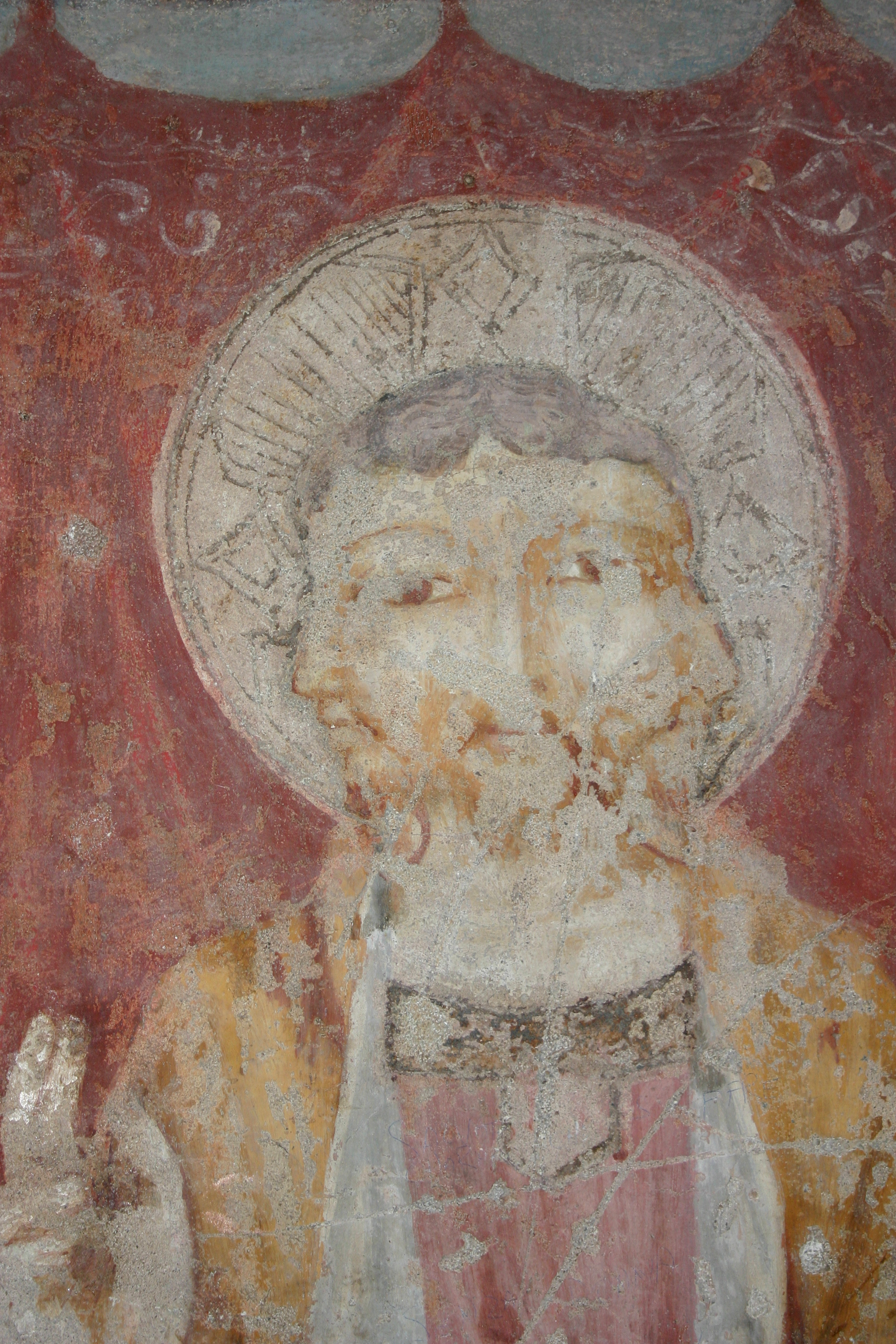
Autore ignoto del XV secolo, Volto trifronte della Trinità, Perugia, chiesa di Sant'Agata.
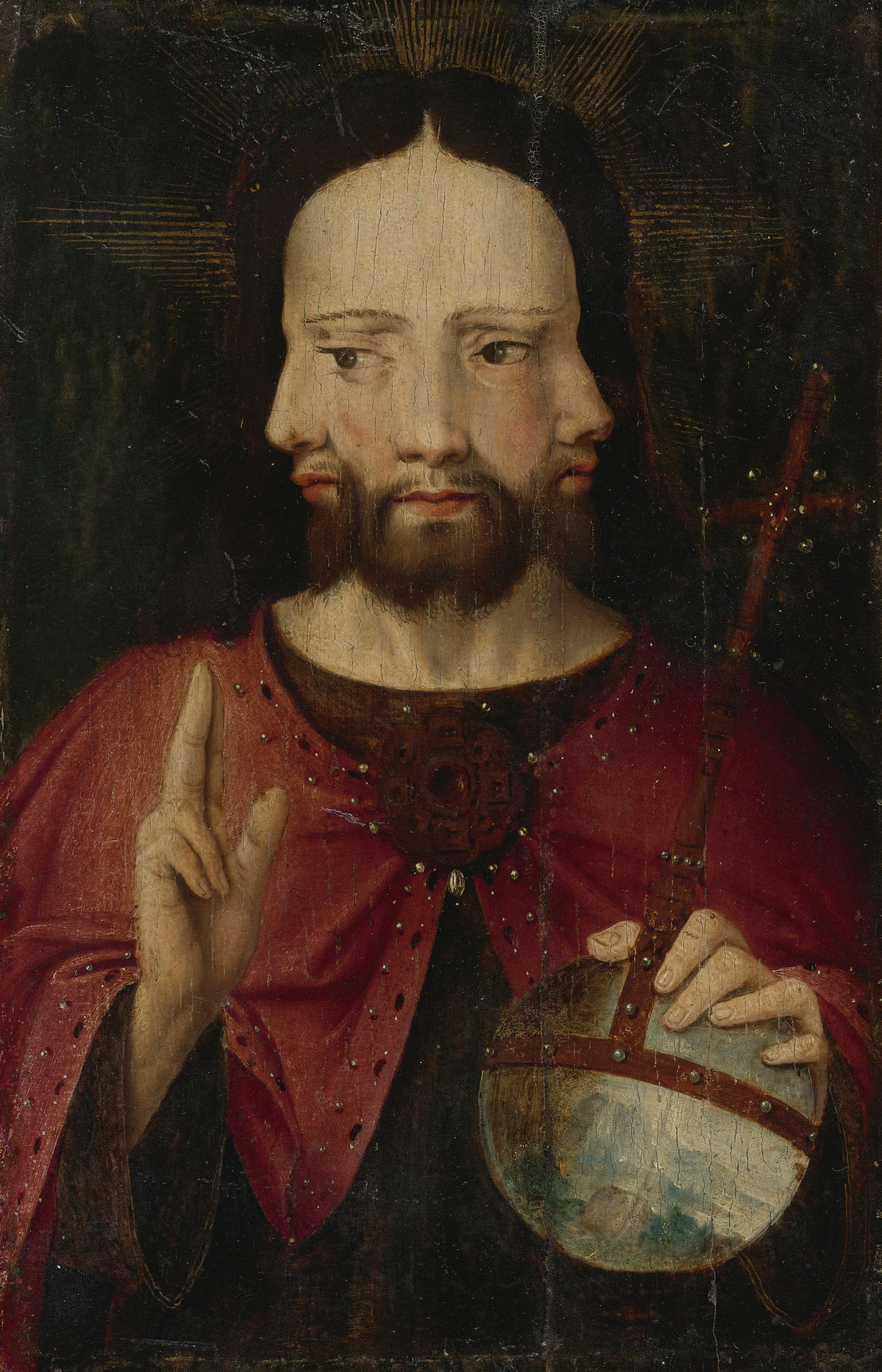
Maestro fiammingo anonimo del XVI secolo, Volto trifronte della Trinità, collezione privata.
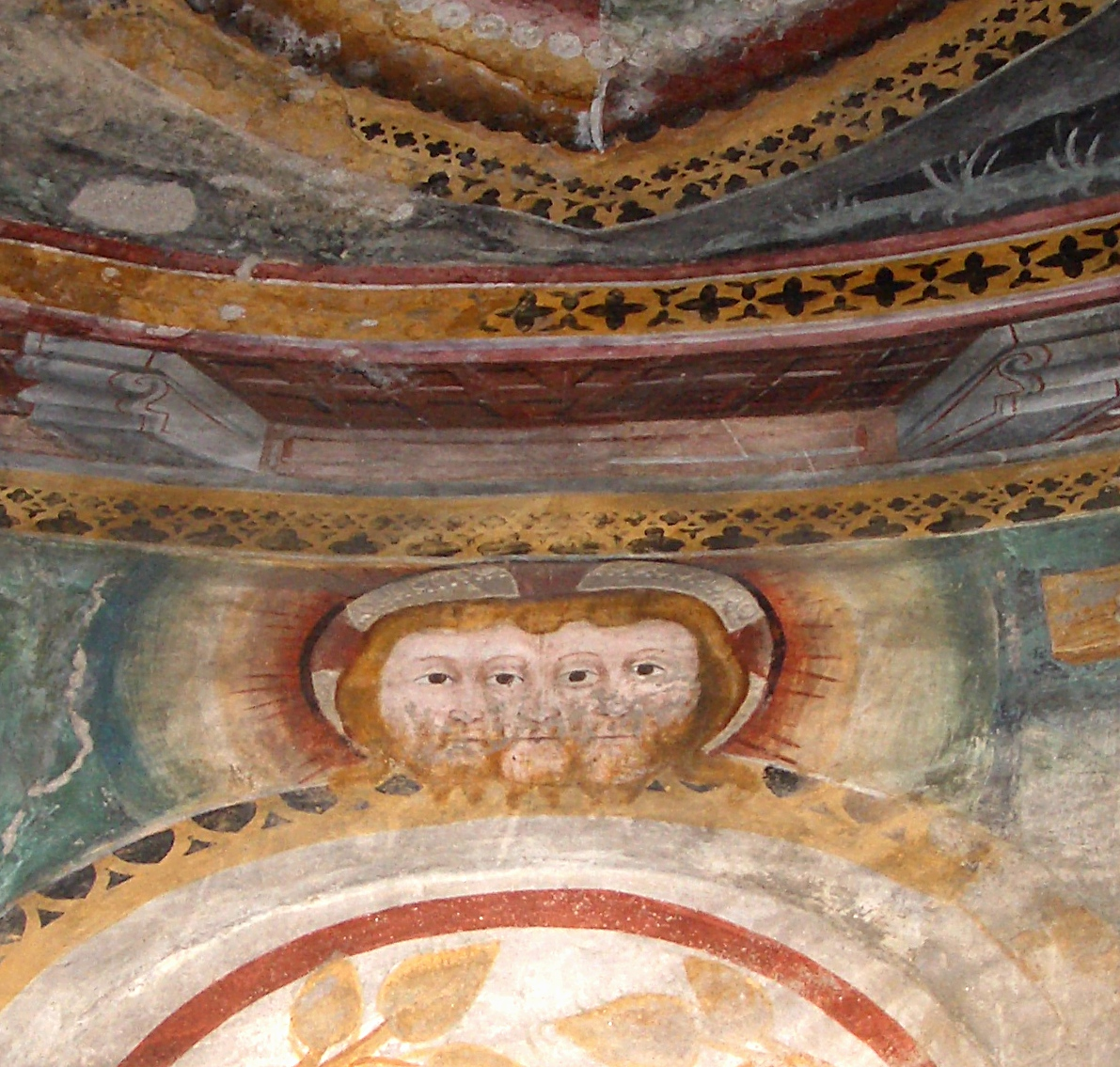
Nicolao da Seregno, Volto trifronte, 1478, Giornico (Canton Ticino), chiesa di San Nicolao
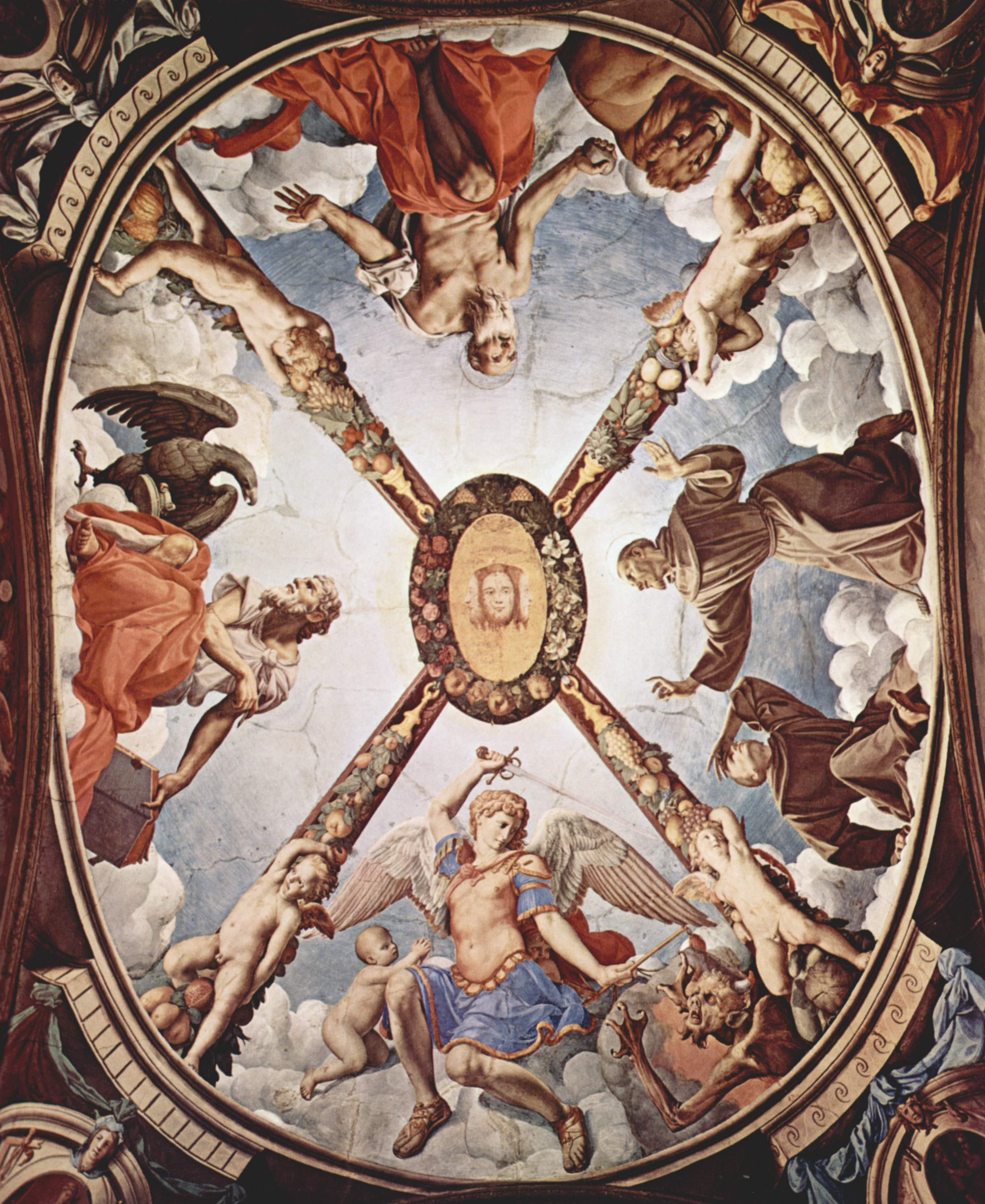
Agnolo Bronzino, affreschi della Cappella di Eleonora, Firenze, Palazzo Vecchio.

### La Trinità con il Padre Eterno in trono che regge il Cristo in croce
Nel XII secolo Suger, abate di Saint Denis commissionò la costruzione di una vetrata con la figura del Padre Eterno che regge il Cristo in croce davanti al suo petto, quasi ad esibirlo ai fedeli, mentre la colomba dello Spirito Santo si manifesta anch'essa sulla scena.
Immagini di questo tipo erano già comparse nell'arte cristiana in Europa, ma la vetrata di Sant Denis contribuì non poco alla popolarità di una simile raffigurazione. Questa rappresentazione della Trinità divenne ben presto la più diffusa, quasi "canonica", e prese il nome di Trono della grazia dalle parole della Lettera agli Ebrei (Eb.4,16).
Si tratta di una rappresentazione compatta, verticalmente quasi simmetrica, idonea a divenire un'icona facilmente riproducibile: fu interpretata in termini alti da artisti famosi, fu inserita nei santologi eseguiti da modesti frescanti in piccole chiese periferiche, fu incisa sulla pietra delle facciate, fusa nel bronzo degli arredi sacri, miniata nei codici in pergamena, ed altro ancora.
Un esempio antico, ottimamente conservatosi grazie anche a un accorto restauro, è quello di un affresco quattrocentesco presente sempre nella Parrocchiale di Armeno, in cui la Trinità appare racchiusa entro una mandorla con agli angoli quattro tondi con disegni geometrici. Colpisce il realismo con cui è raffigurato il corpo sofferente e sanguinante del Cristo in croce sostenuto da Dio padre.
Tra gli esempi artisticamente più alti che possono essere citati si deve includere il celeberrimo affresco di Masaccio in Santa Maria Novella ove la raffigurazione trinitaria si staglia quasi metafisicamente nel rigore brunelleschiano delle prospettive architettoniche di una cappella.
Anche Dürer - solo per citare un altro grande artista - fece uso di una simile rappresentazione per dipingere la potente scena del Paradiso nell'Adorazione della Santissima Trinità, ancona d'altare ora conservata al Kunsthistorisches Museum di Vienna.
A questa tipologia appartiene anche il rilievo marmoreo di Agostino di Duccio La Santissima Trinità adorata da Pietro Bianco, eseguito per il santuario di Santa Maria delle Grazie di Fornò, presso Forlì.
Un'insolita e suggestiva variante del Trono di Grazia è quella realizzata da Henri Bellechose, rendendo Gesù crocifisso e le altre persone trinitarie partecipi della scena del martirio di san Dionigi.

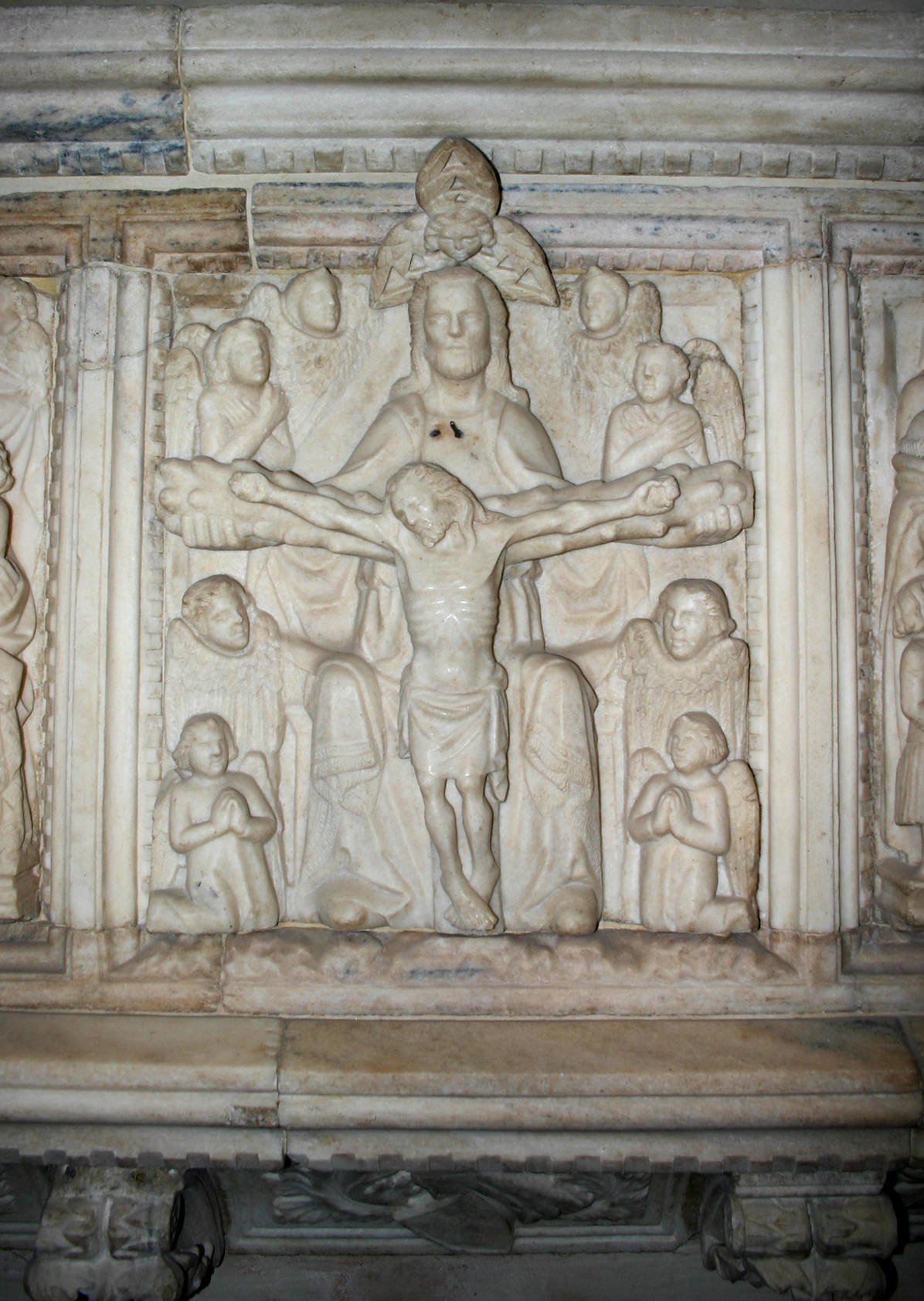
Maestro campionese del XIV secolo, Arca di Martino Aliprandi, Milano, chiesa di San Marco
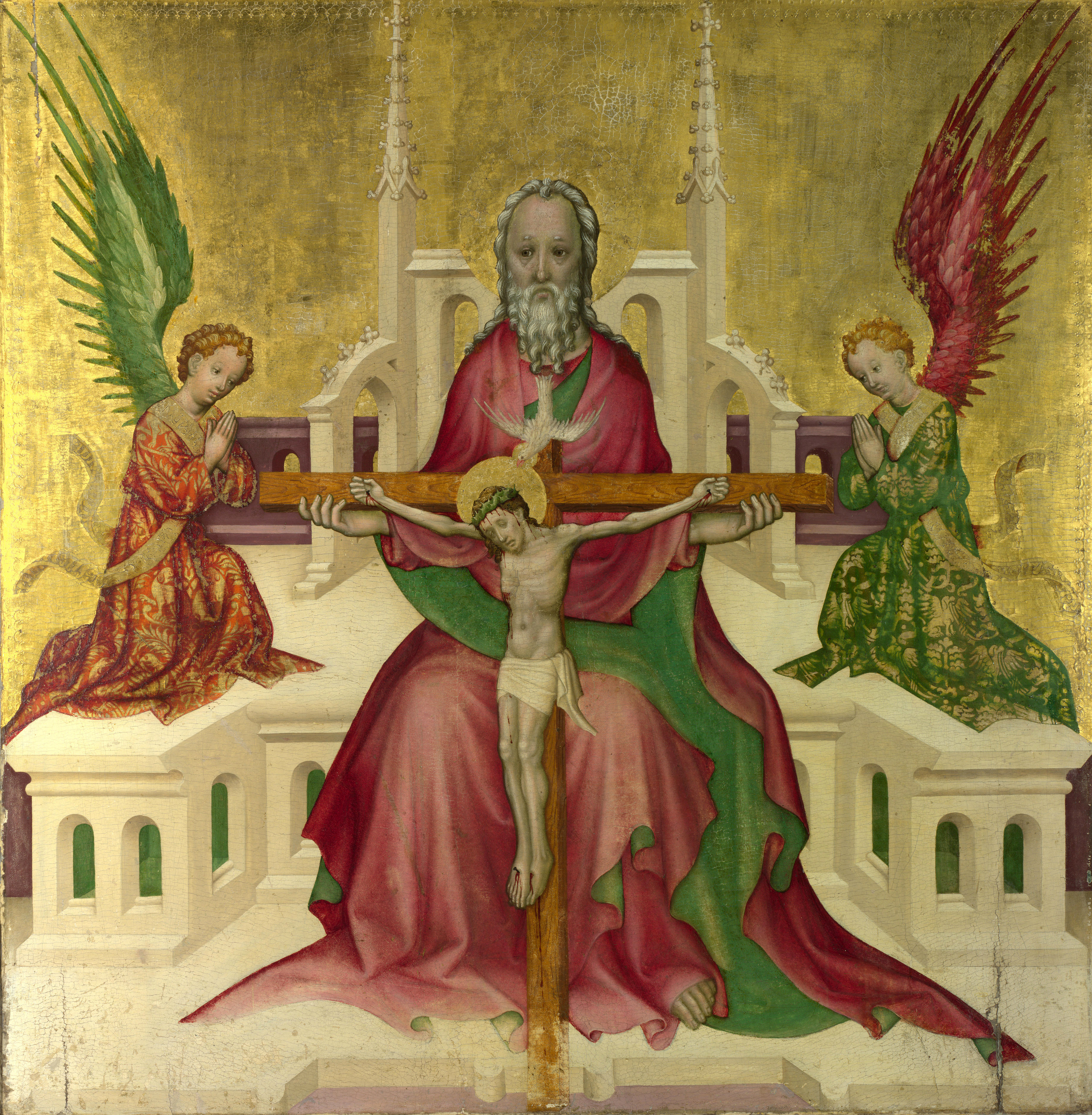
Ignoto maestro austriaco, Trinità, inizio XV sec, Londra, National Gallery
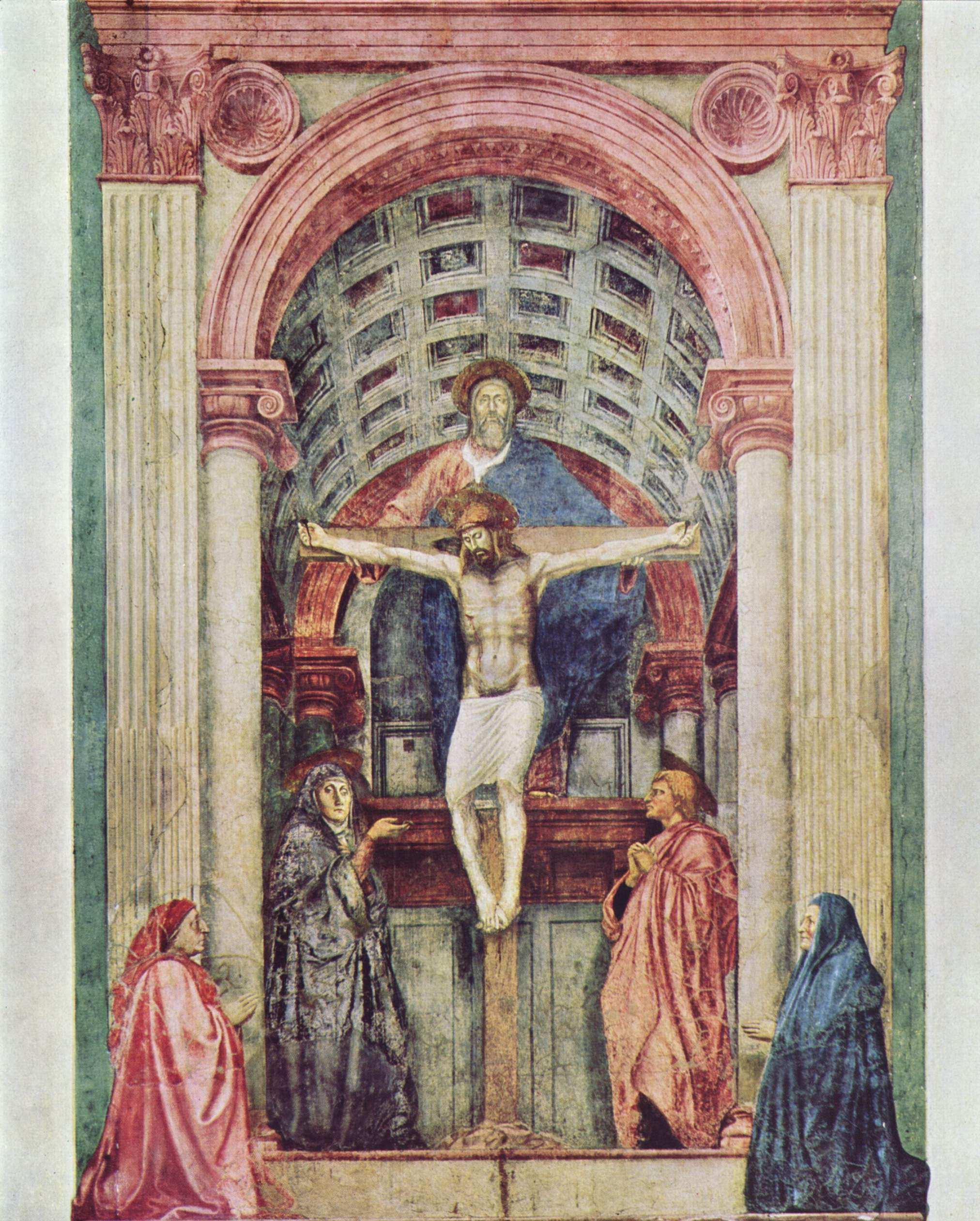
Masaccio, Trinità, affresco, 1426-28, Firenze, chiesa di Santa Maria Novella
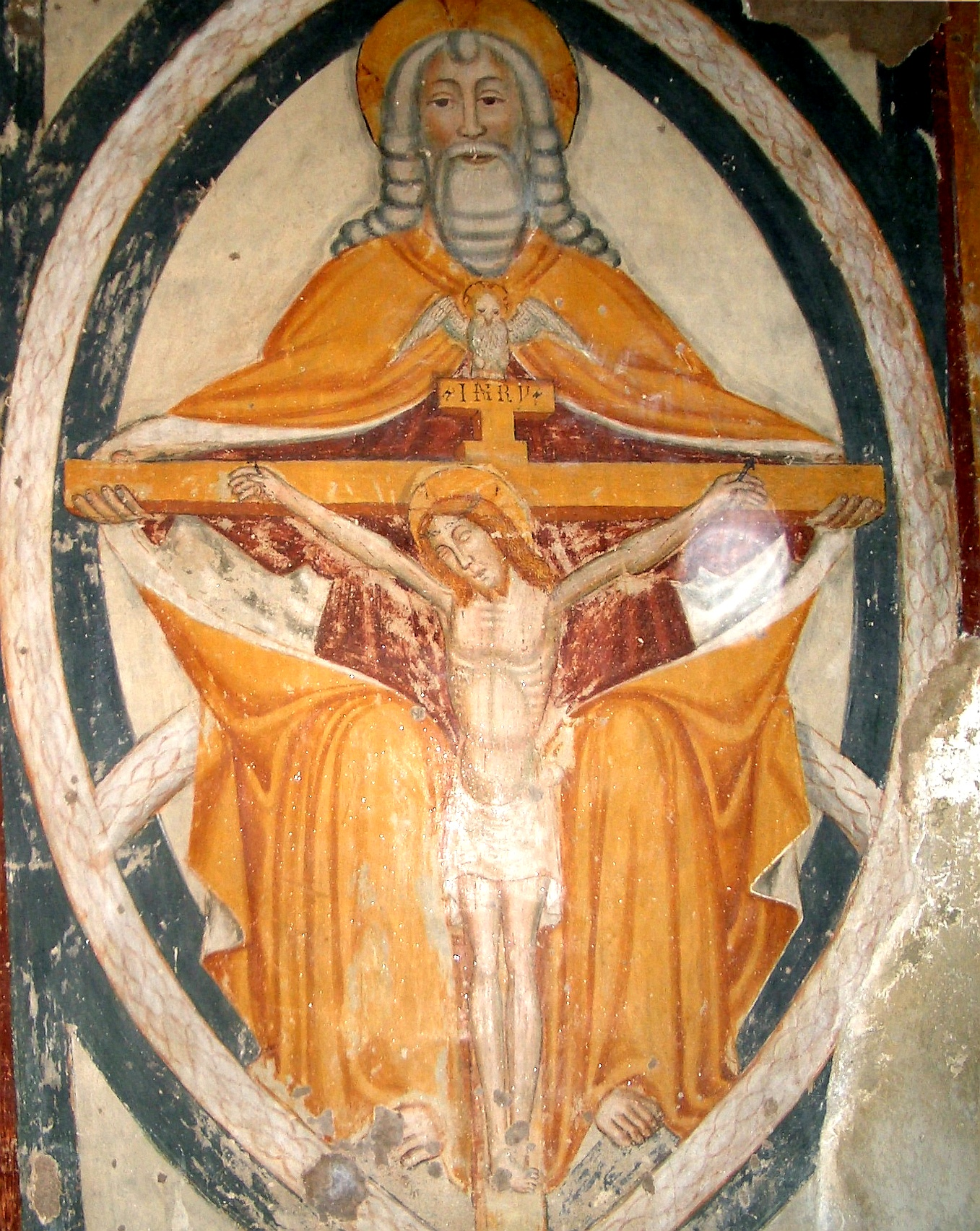
Autore ignoto del XV secolo, Quinto Vercellese, Cappella del Castello Avogadro
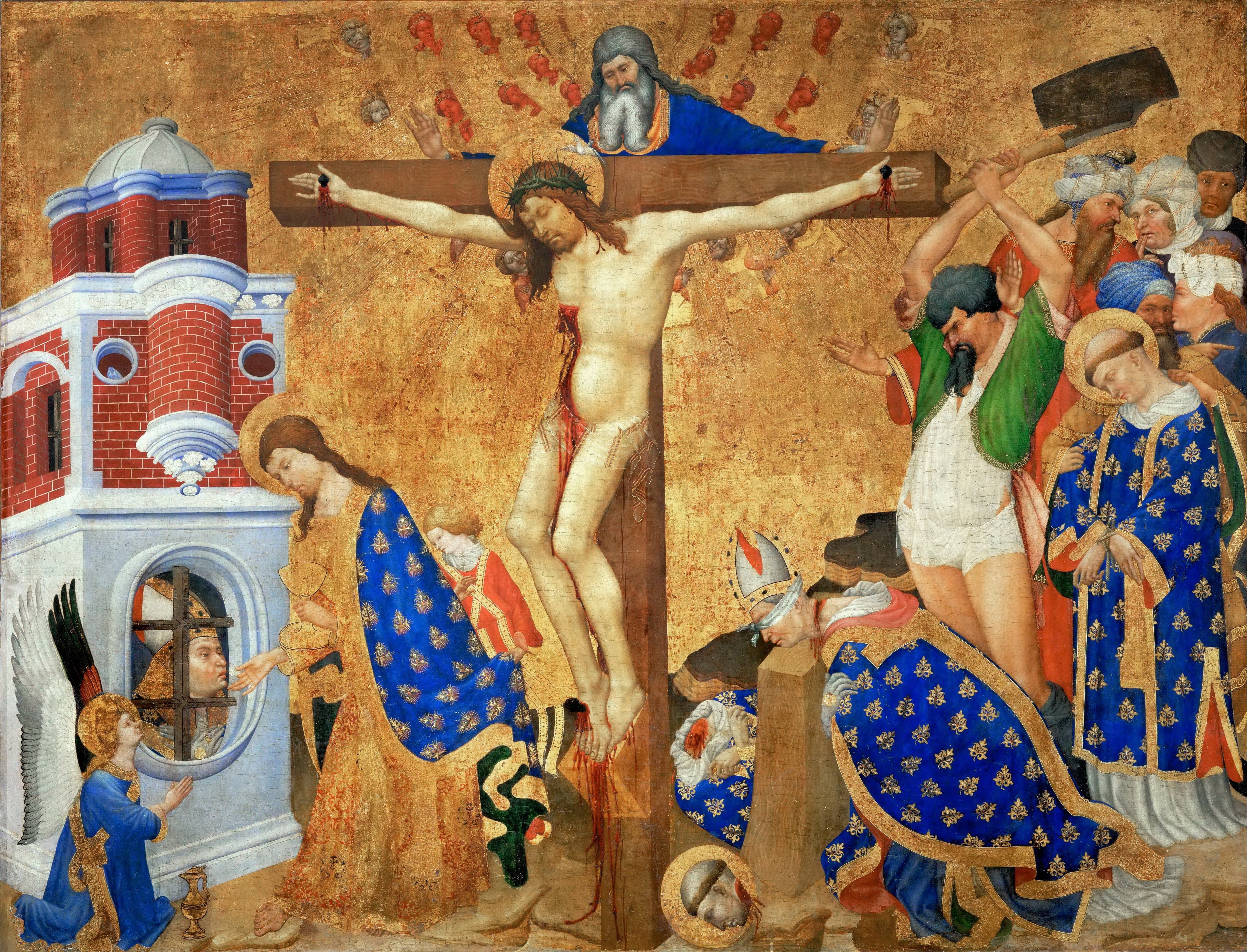
Henri Bellechose, Trinità e storie di San Dionigi, prima del 1416, Parigi, Museo del Louvre
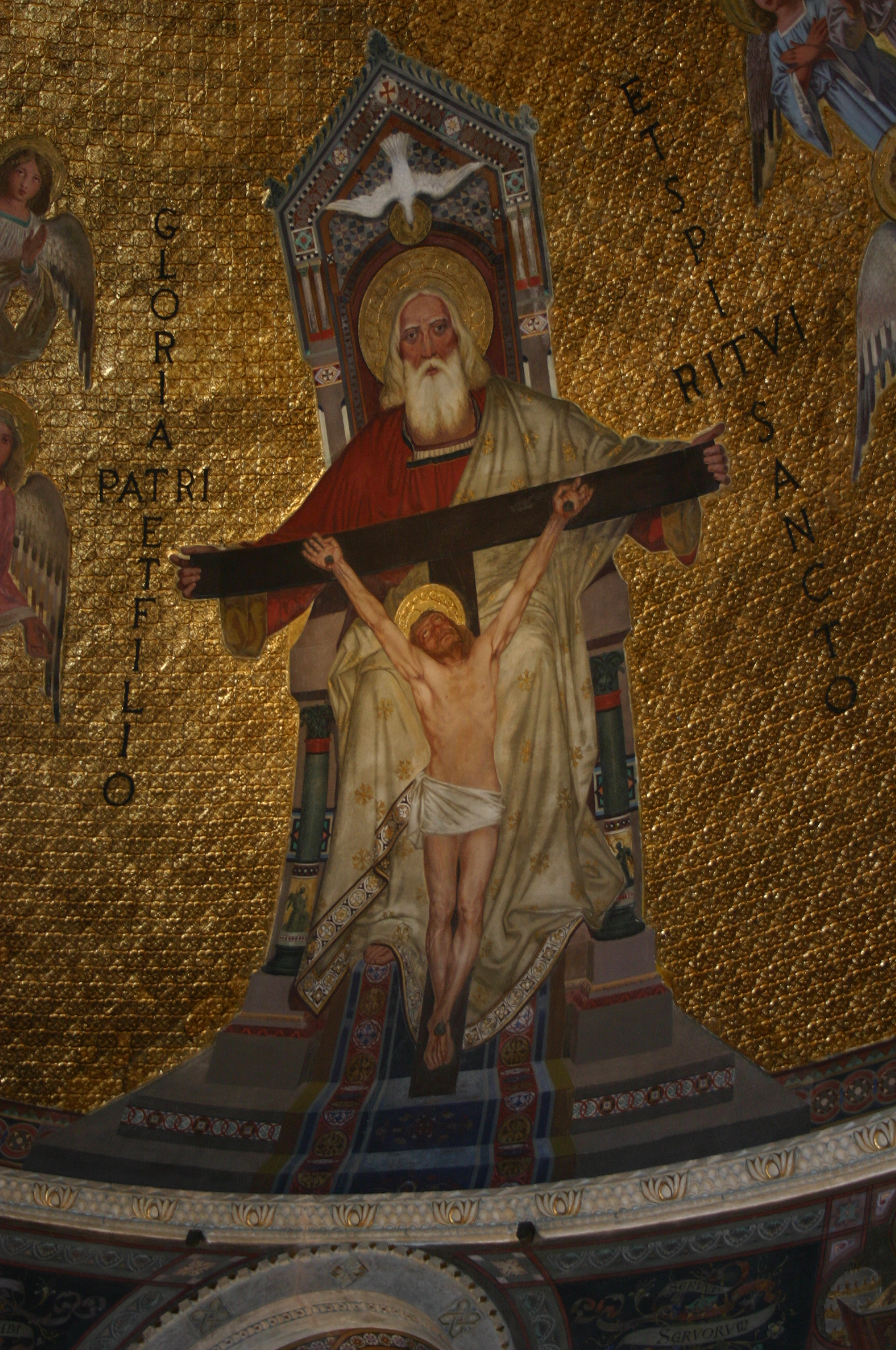
Abside della basilica di San Calimero, Milano
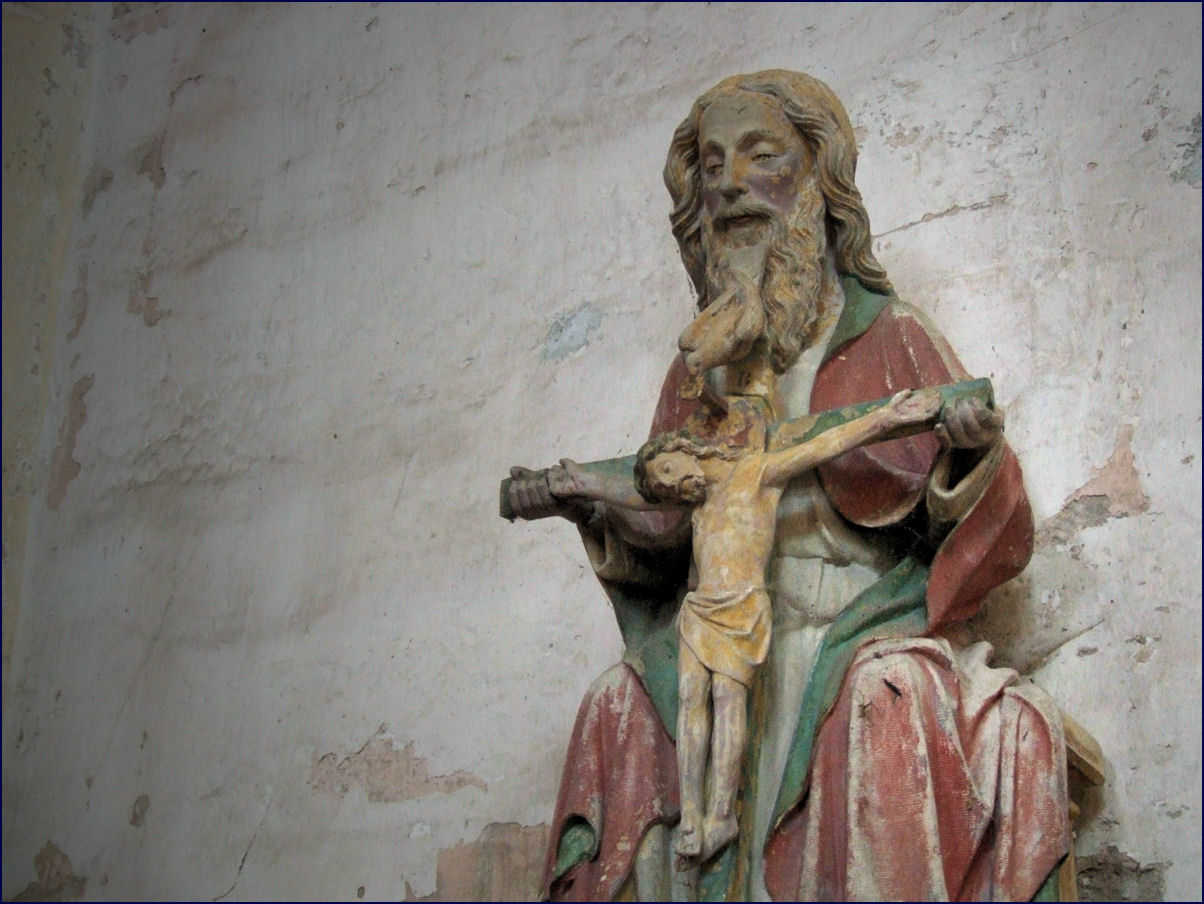
Santissima Trinità, St. Pierre es Liens, Mussy-sur-Seine
Stemma del Comune di Aielli (L'Aquila)
Stemma del Comune di Vallepietra (Roma)

### Trinità con il Padre che sorregge il corpo morto di Cristo
Per certi versi si può considerare come una variante della rappresentazione della Trinità incentrata sulla figura del Padre che regge il Figlio in croce, quella in cui il Padre accoglie tra le sue braccia il corpo morto del Cristo prima che esso sia deposto nel sepolcro: un'immagine della Pietà che ha come protagonista l'Eterno. In tal modo il mistero della Trinità viene, se così si può dire, umanamente curvato verso il dramma della Passione, che si riflette nel volto compassionevole del Padre.
Tra i tantissimi esempi di una simile rappresentazione della Trinità, affermatasi soprattutto nei paesi nordici, possiamo citare il suggestivo pannello che compone l'Altare della Trinità dipinto verso il 1480 da Hugo van der Goes per una cappella della Collegiata della Trinità di Edimburgo (oggi conservato alla National Gallery of Scotland).

Altro esempio che rende appieno la drammaticità della Passione è la tavola di Bernt Notke conservata al Sankt-Annen-Museum di Lubecca.

Si nota in questo pannello - come scoperto messaggio politico - che la figura dell'Eterno porta sul capo la tiara papale. Altrove, come nella Trinità di Robert Campin conservato all'Ermitage, Dio Padre è rappresentato con la corona d'imperatore.

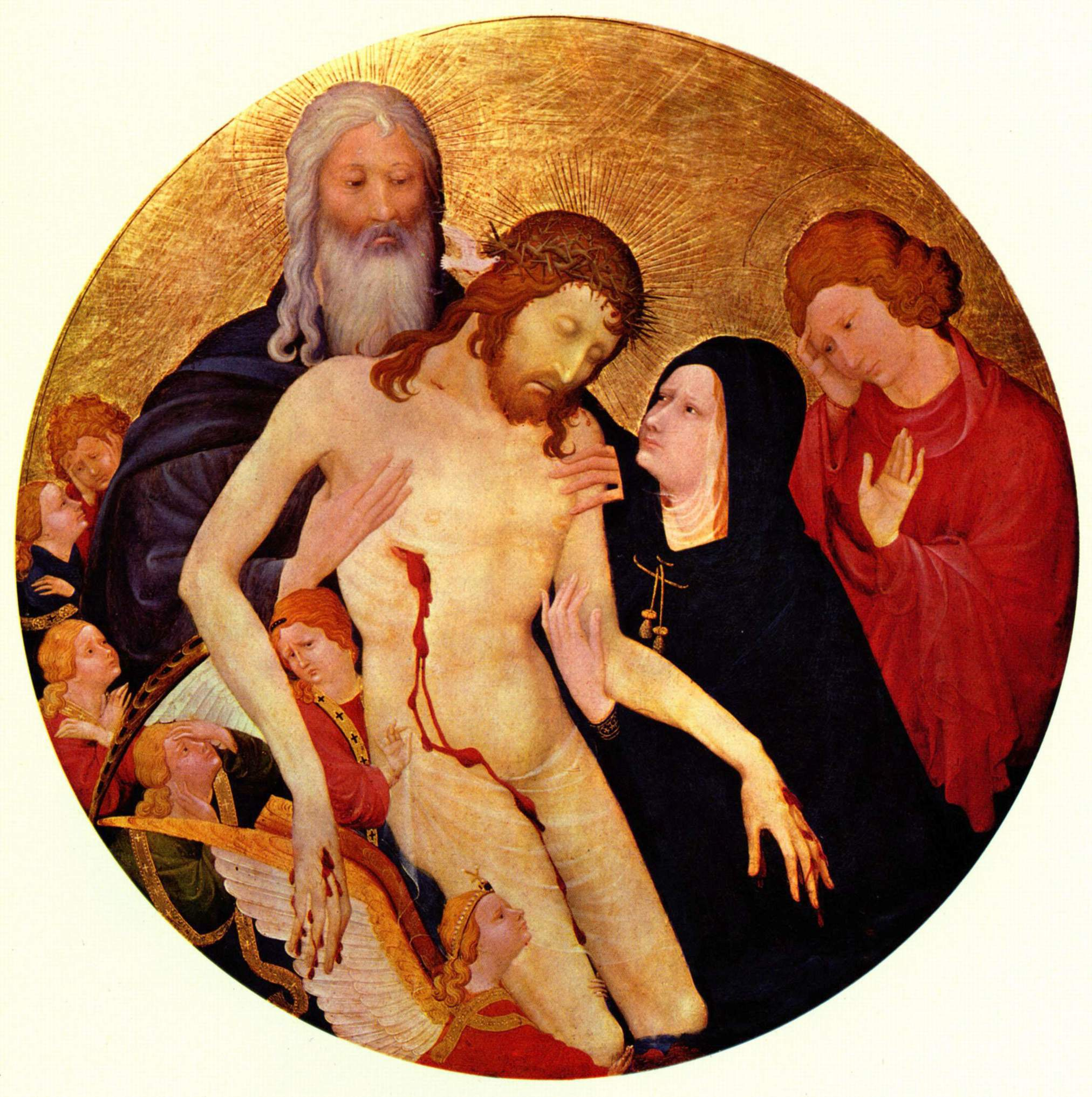
Jean Malouel, Grande tondo della Pietà, ca. 1400, Parigi, Museo del Louvre
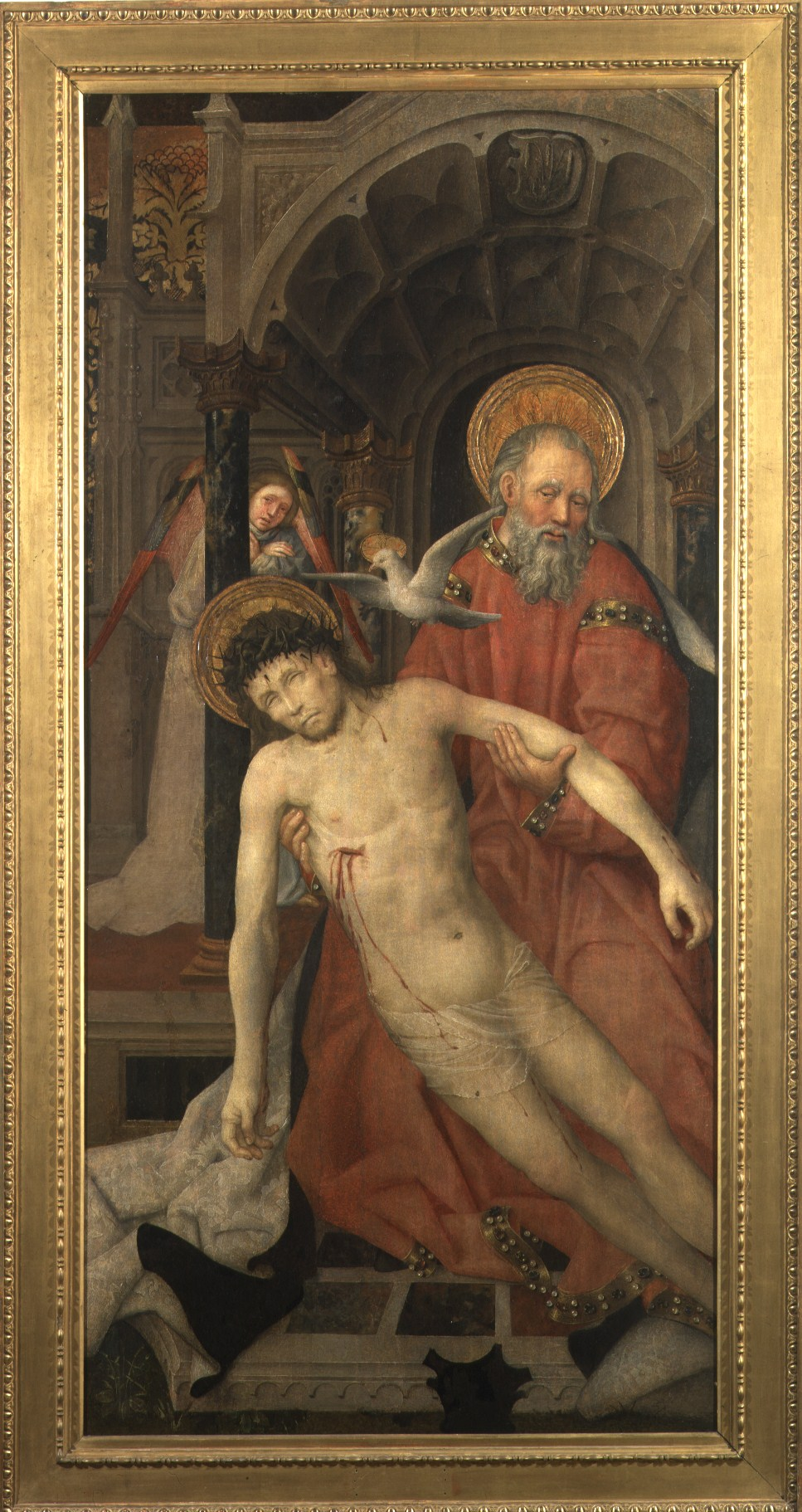
Antoine de Lonhy, Trinità, dipinto su tavola trasportato su tela, 1465-1470, Torino, Museo civico d'arte antica
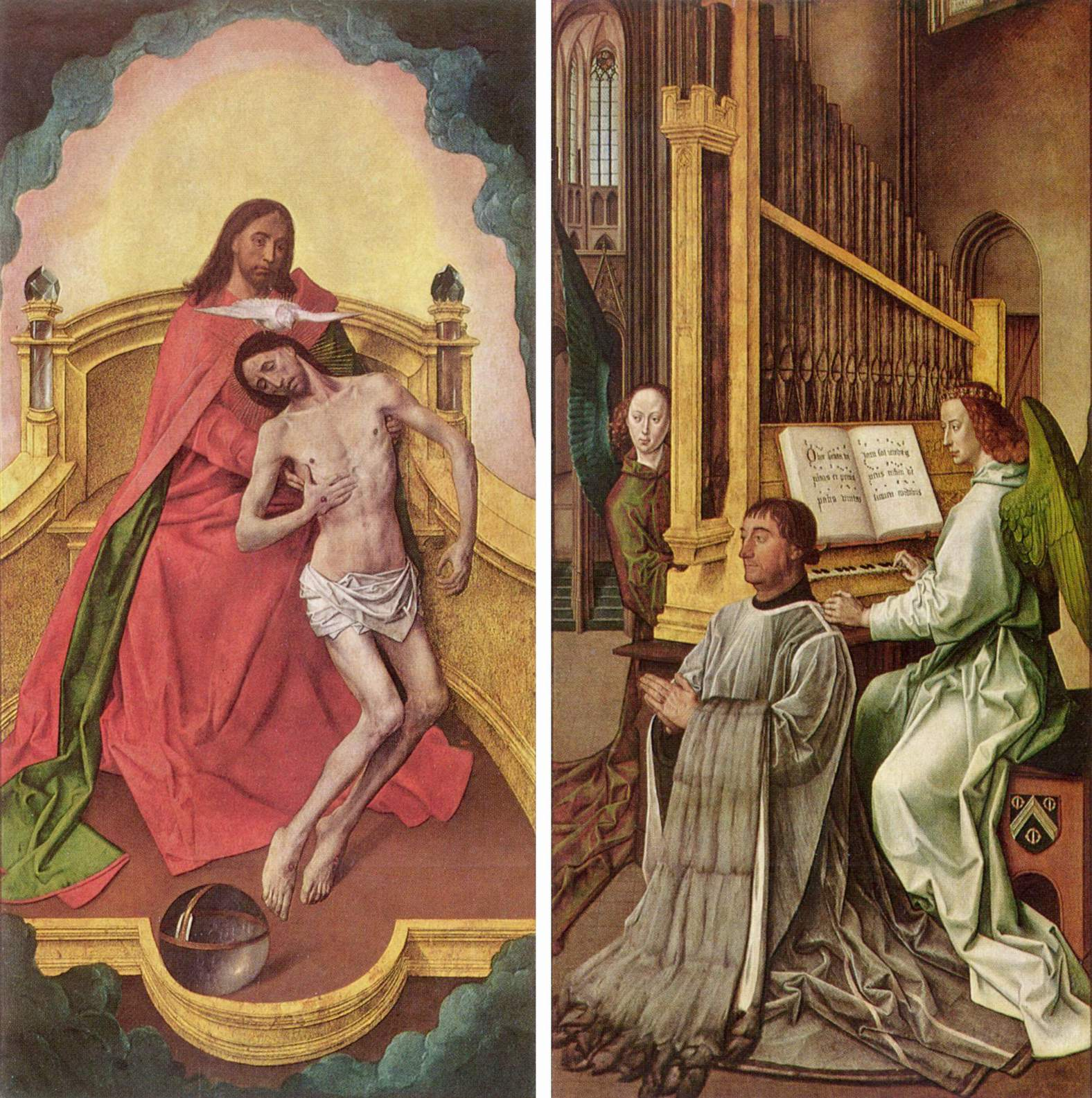
Hugo van der Goes, Altare della Trinità, olio su tavola, ca. 1480, Edimburgo, National Gallery of Scotland
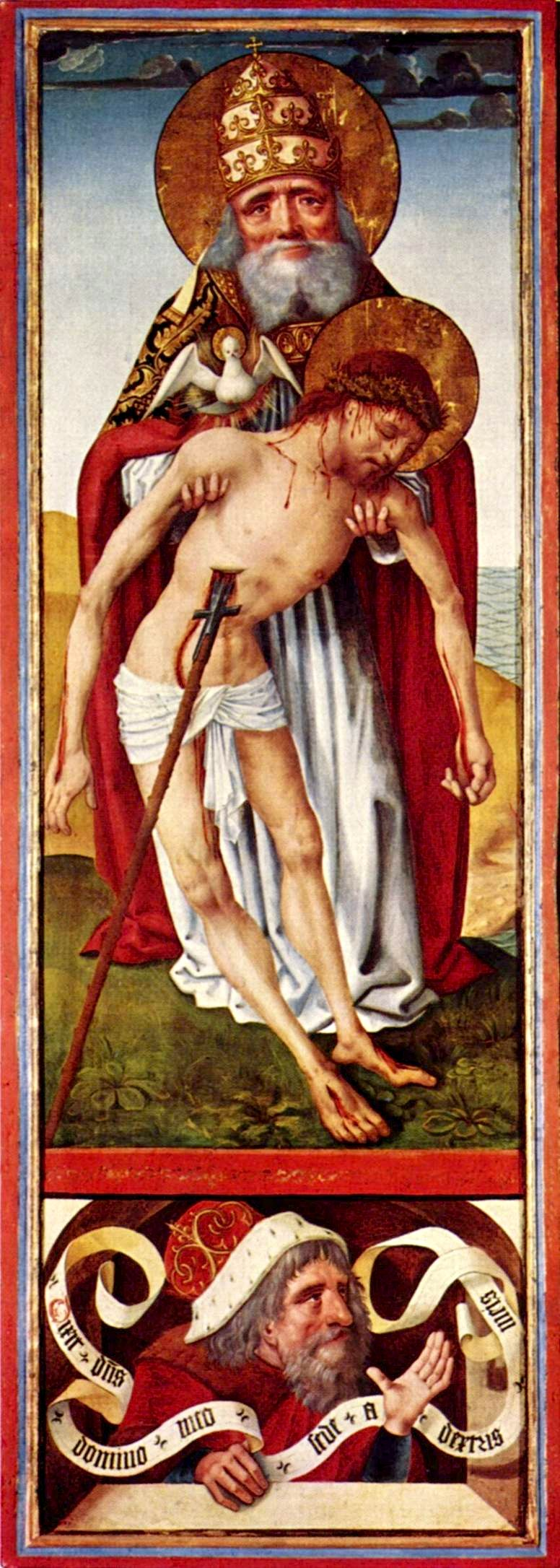
Bernt Notke, Johannesaltar der Schonenfahrer, pannello, ca. 1475, Lubecca, Sankt-Annen-Museum
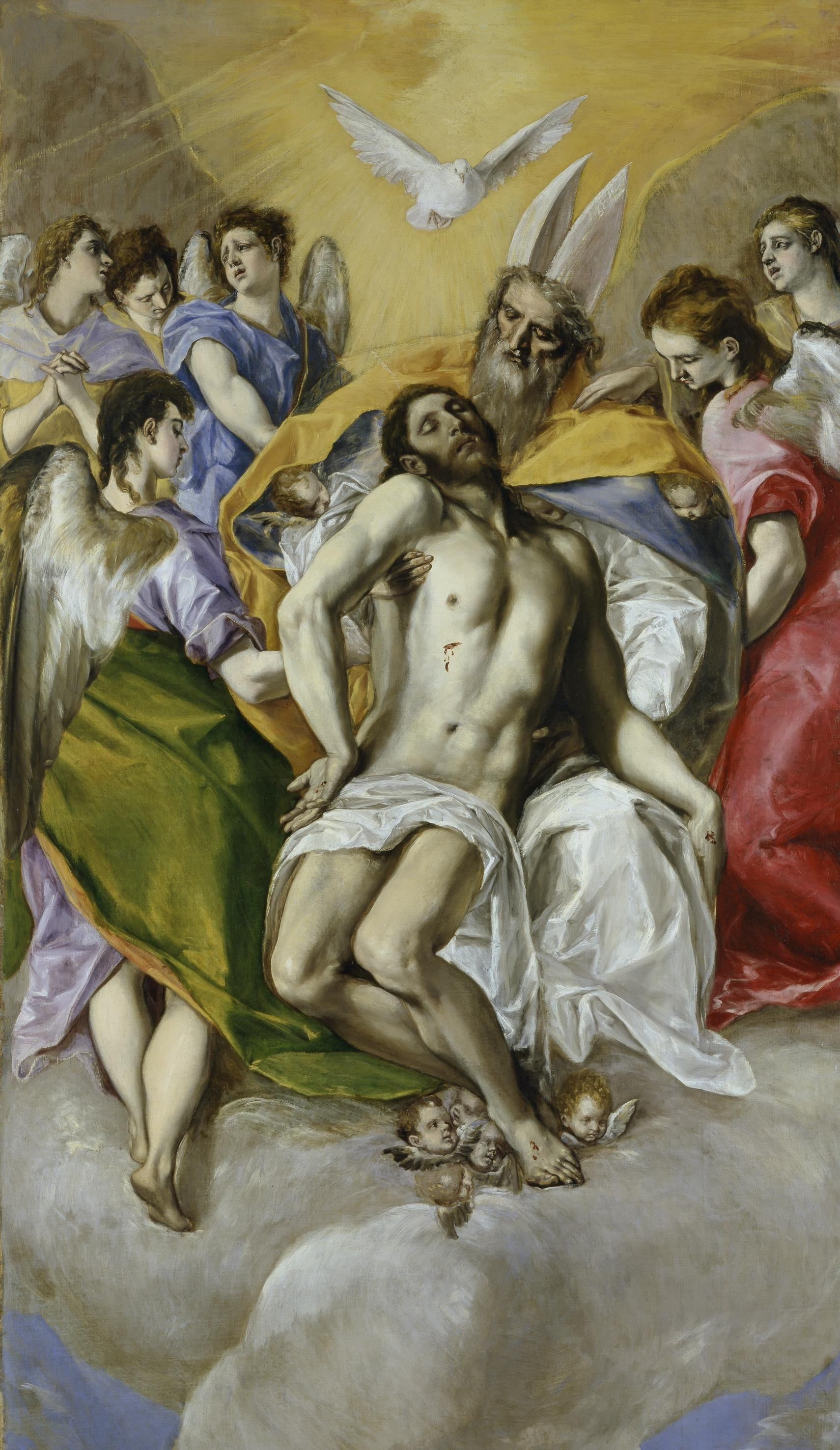
El Greco, Trinità, olio su tela, 1577, Madrid, Museo del Prado
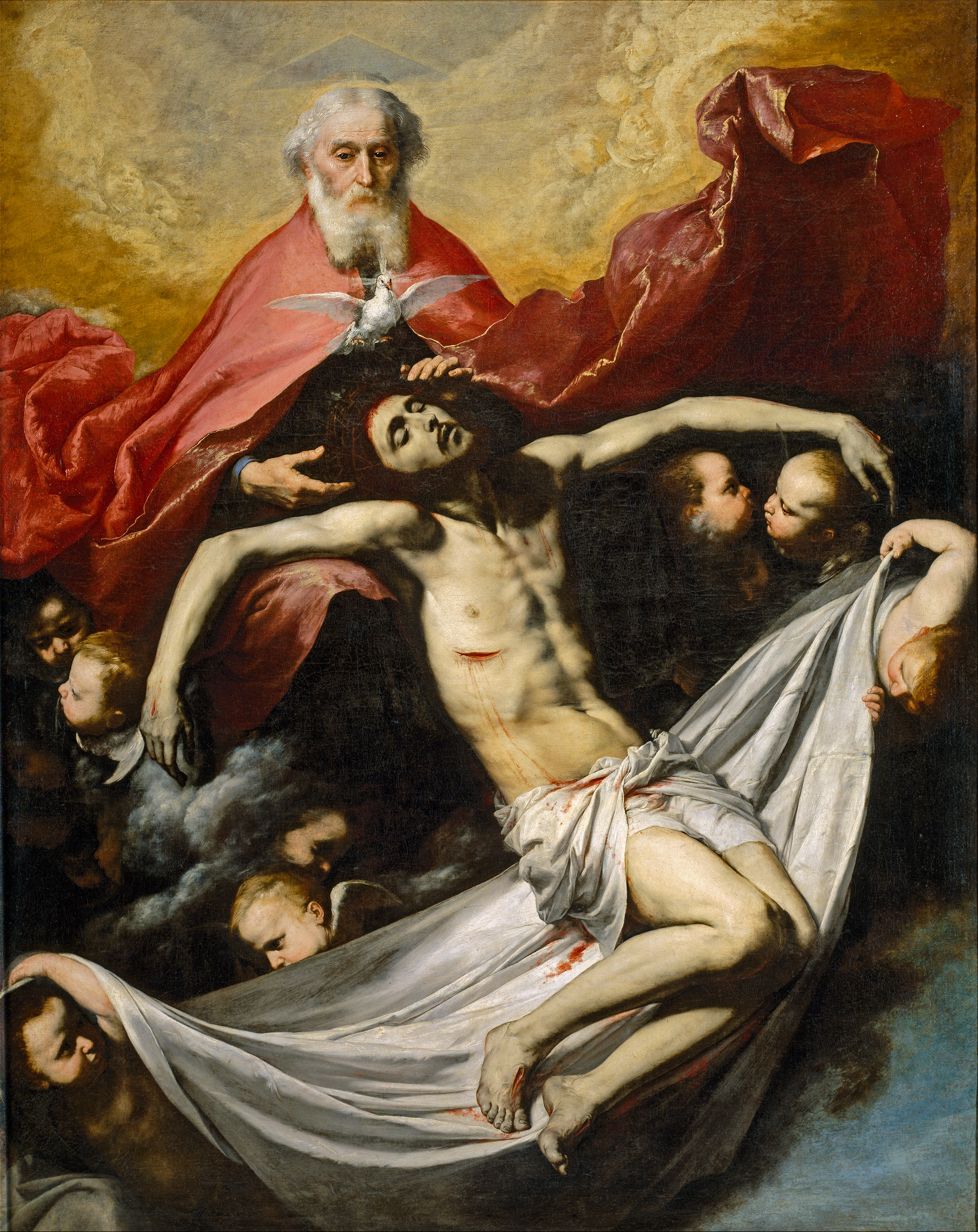
José de Ribera, Trinità, olio su tela, ca. 1635-36, Madrid, Museo del Prado
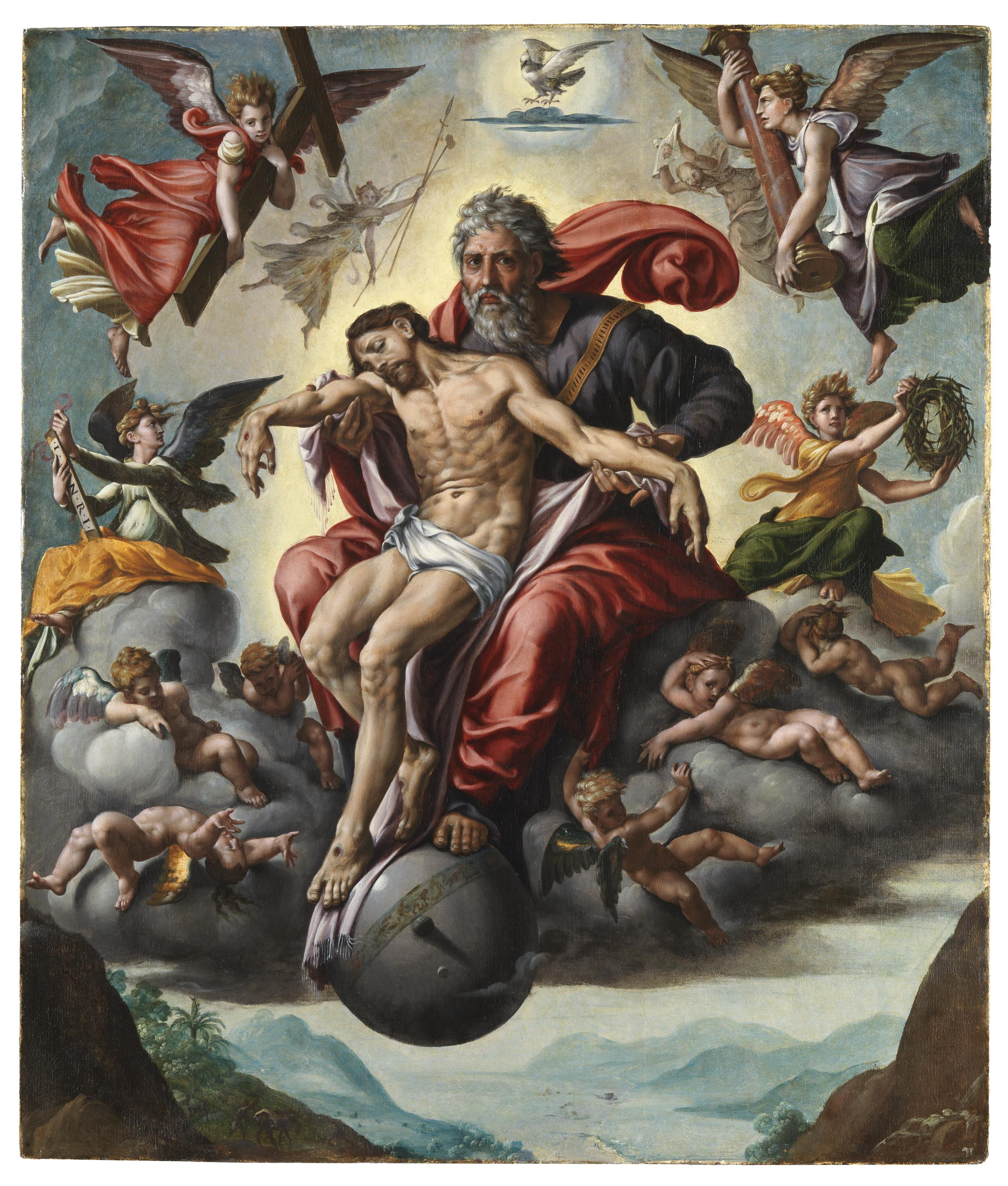
Pieter Coecke van Aelst, Trinità, Madrid, Museo del Prado.
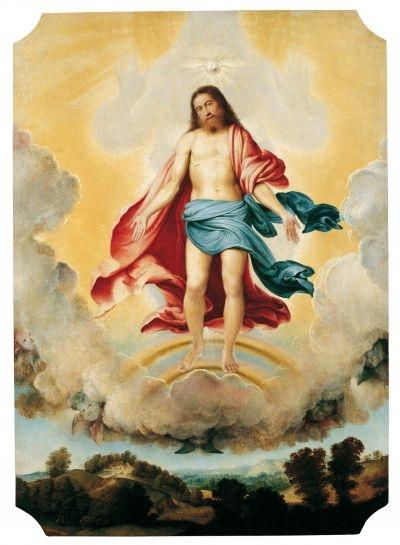
Lorenzo Lotto, Trinità, olio su tela, 1519-20, Bergamo, Chiesa di Sant'Alessandro della Croce. Deposito temporaneo Museo Adriano Bernareggi

Lorenzo Lotto, incaricato di eseguire una tela con la Trinità (1523-24) per la chiesa di Sant'Alessandro della Croce a Bergamo, inventò una soluzione alquanto nuova e piena di forza evocativa. Il Dio Padre è ricondotto ad una grande luce che è capace di evocarne, attraverso le mani sollevate, la potenza creatrice. La spendente figura di Cristo - "luce da luce" - si staglia davanti alla fantasmatica figura del Padre e si libra in aria come in una scena della Trasfigurazione, con il volto pieno di umana compassione.

### L'Incoronazione della Vergine
Un altro ambito di figurazione della Trinità è connesso ad un tema assai caro al culto mariano e ampiamente trattato nell'arte sacra. Si tratta dell'Incoronazione della Vergine con la scena del Paradiso che accoglie ed onora la "Madre di Dio".

La scelta della collocazione delle figure che popolano la scena era per lo più definita dal committente e rifletteva spesso specifiche considerazioni teologiche riguardanti il mistero della Trinità.

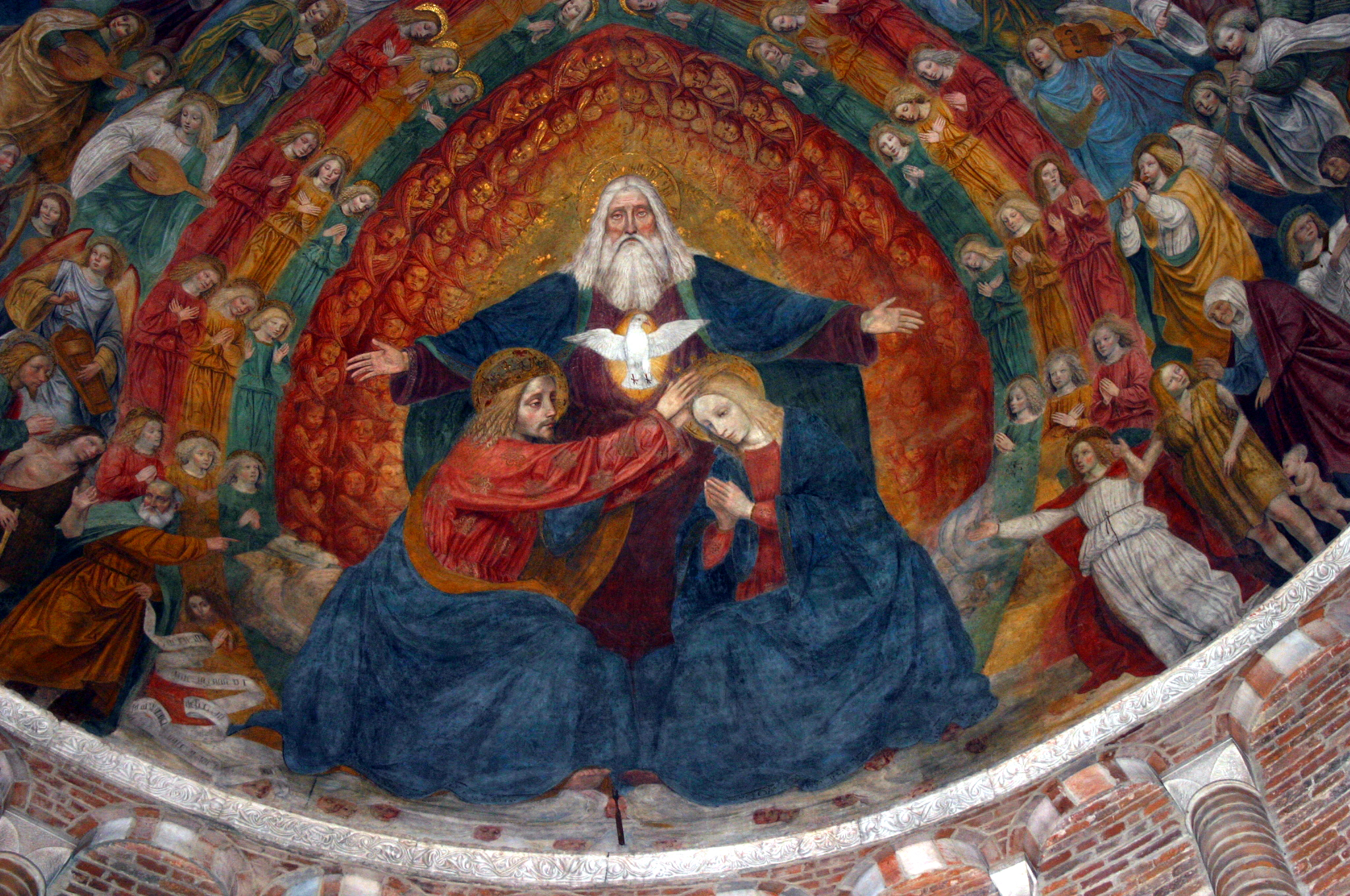
Bergognone, affresco, ca. 1515, San Simpliciano, Milano

Nel grande affresco eseguito da Ambrogio da Fossano detto il Bergognone a Milano nel catino dell'abside della Basilica di San Simpliciano (ca. 1508) la figura del Padre Eterno, posto in posizione superiore, allarga le sue braccia in un abbraccio ecumenico verso le altre figure: Gesù genuflesso che pone la corona sul capo di Maria, anch'essa inginocchiata. La colomba dello Spirito Santo è posta al centro del triangolo ideale che congiunge i volti dei tre protagonisti.
In altre raffigurazioni il Padre ed il Figlio stanno sullo stesso piano e sostengono congiuntamente la corona nell'atto dell'incoronazione. Particolarmente interessante, a questo riguardo, è la monumentale Incoronazione della Vergine di Enguerrand Quarton a Villeneuve-lès-Avignon che ci colpisce subito per il fatto che le due figure, solennemente ammantate in rosso, del Padre e del Figlio sono identiche, poste simmetricamente ai due lati della Vergine, in modo tale che sembrano riflettersi l'una nell'altra, come in uno specchio. Si intuisce che le due figure gemelle dovevano indicare l'identità della natura delle persone divine. In effetti la scena rappresentata nel quadro era stata rigorosamente definita nel contratto redatto dai committenti Certosini e rispondeva ad un preciso programma iconografico. Osserviamo ad esempio che nel dipinto la colomba sfiora contemporaneamente, con le sue ali aperte, la bocca del Padre e del Figlio: significa che lo Spirito Santo "procede dal Padre e dal Figlio", prendendo così posizione rispetto alla controversia teologica detta del Filioque oggetto di discordie tra le chiese di Occidente e di Oriente. La simbolizzazione del dogma del Filioque attraverso le punte delle ali della colomba poste in corrispondenza delle bocche del Padre e del Figlio compare anche in altri dipinti del XV secolo; si veda ad esempio il Retable de Boulbon.

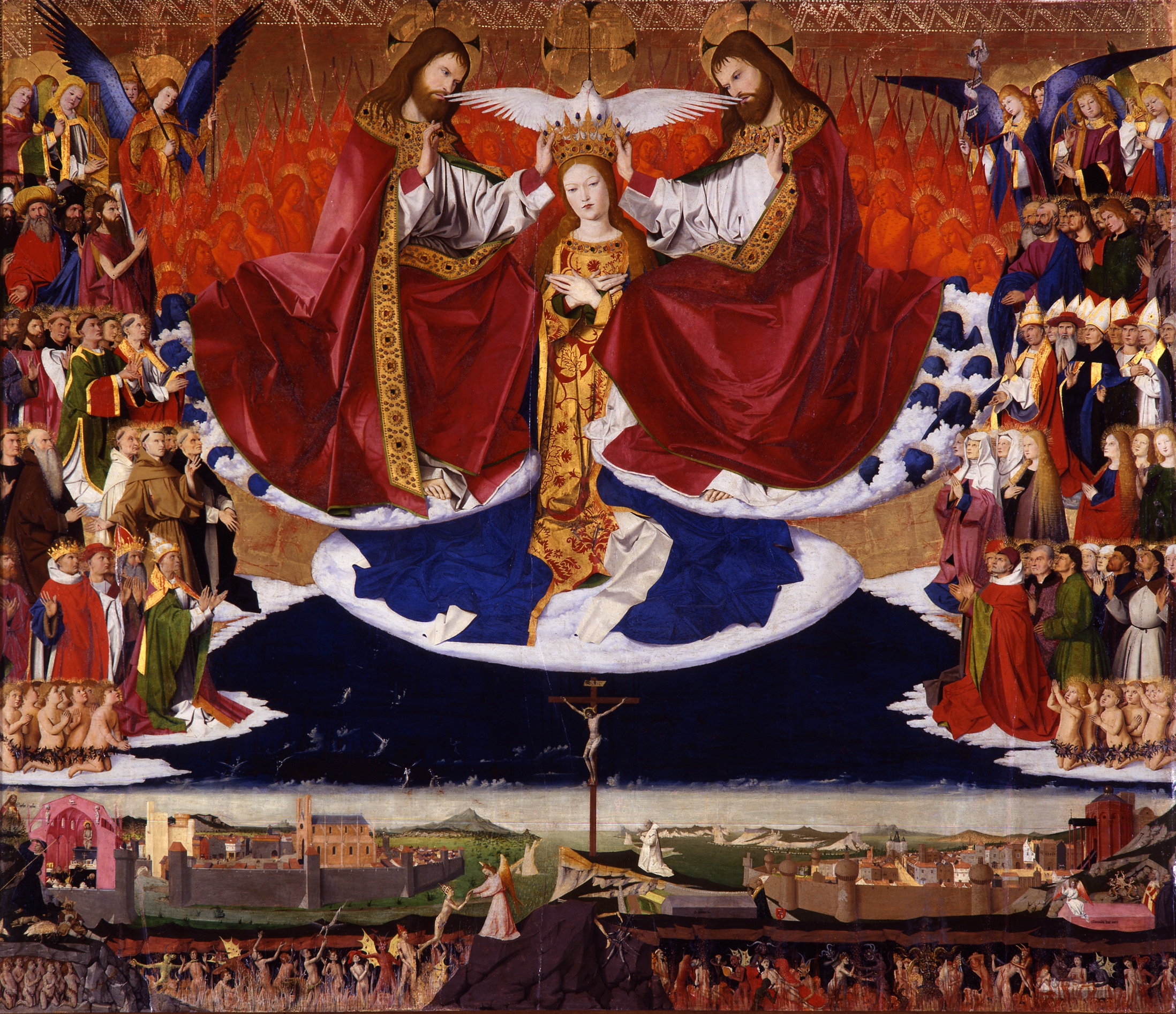
Enguerrand Quarton, Incoronazione della Vergine, tempera su tavola, 1454, Villeneuve-lès-Avignon, Hospital-Museum
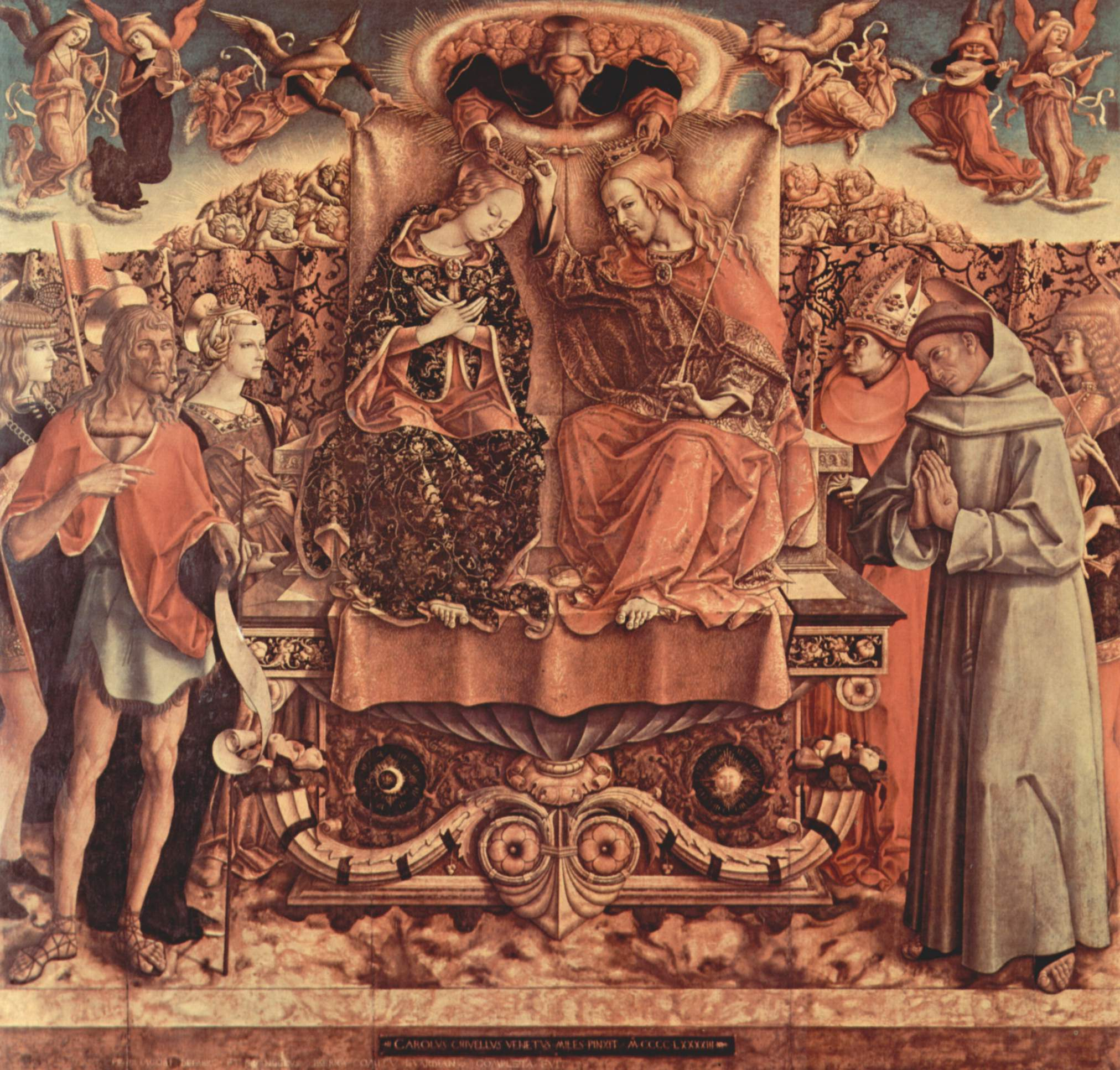
Carlo Crivelli, Incoronazione della Vergine, tempera su tavola, 1493, Pinacoteca di Brera, Milano
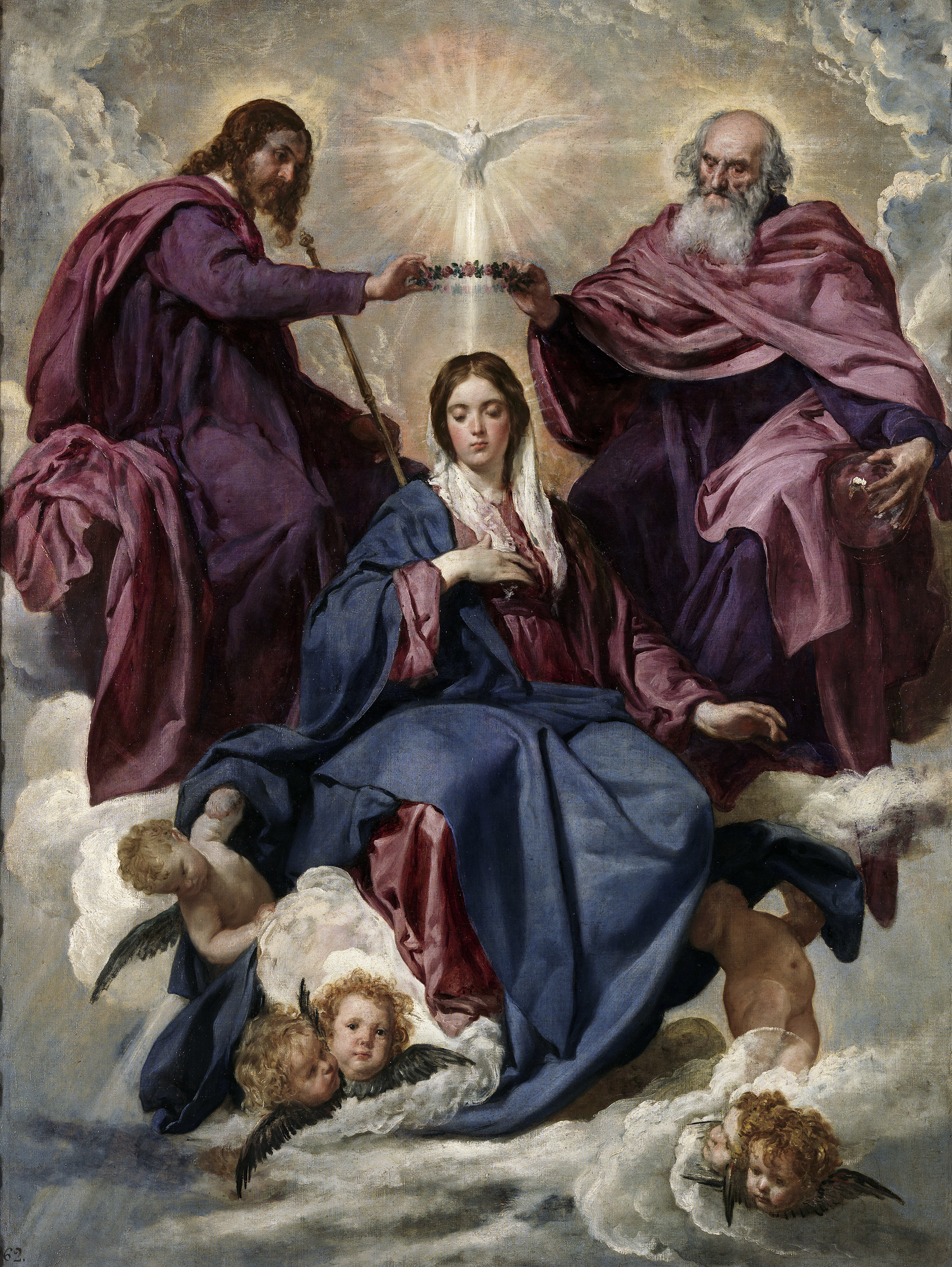
Diego Velázquez, Incoronazione della Vergine, olio su tela, ca.1645, Museo del Prado, Madrid
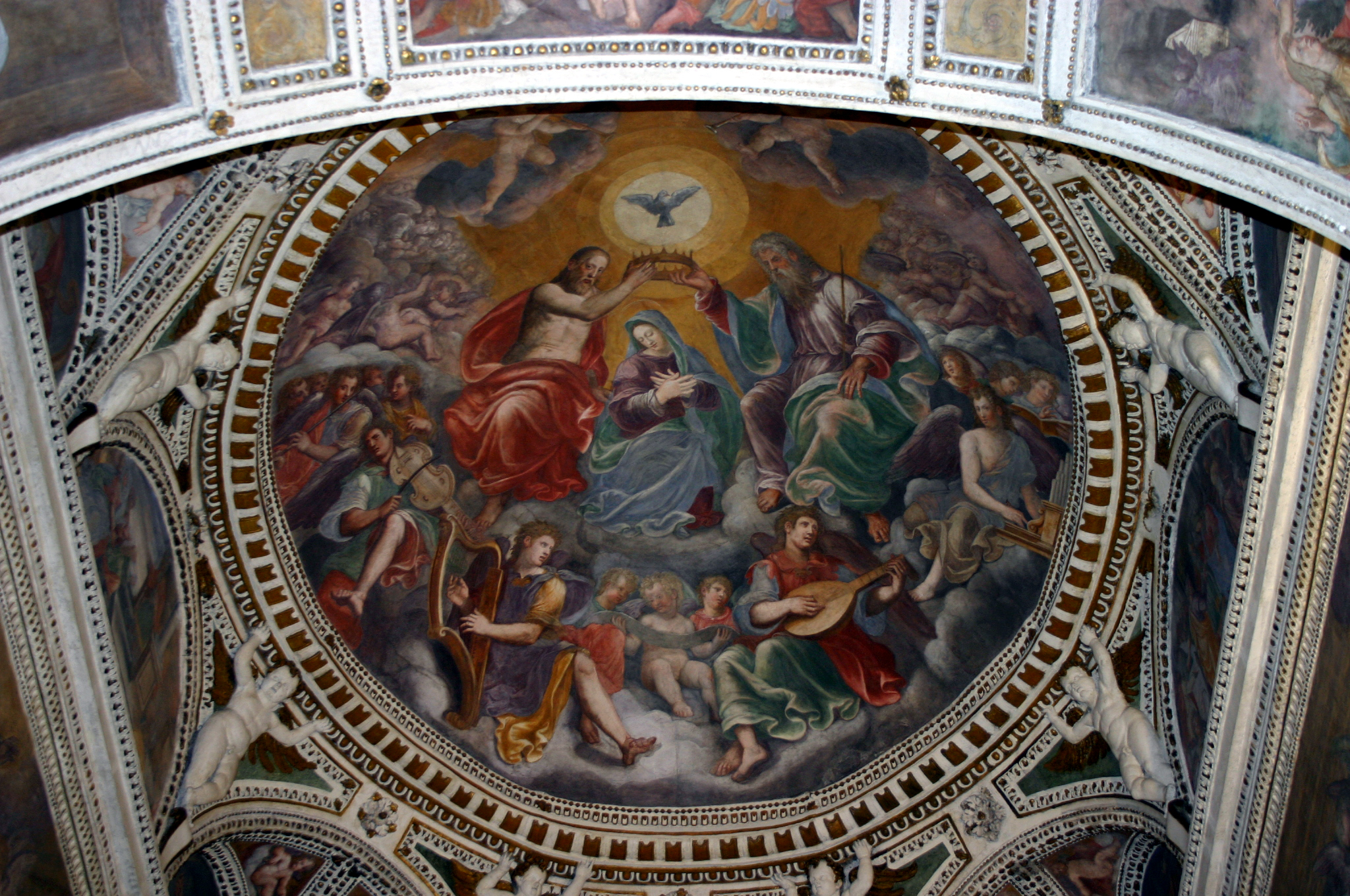
Ottavio Semino, Incoronazione di Maria, Milano, Chiesa di Sant'Angelo

### Altre immagini della Trinità
Le tipologie di immagini della Trinità sopra richiamate non esauriscono le forme con le quali, nel corso della storia dell'arte sacra, gli artisti (ed i loro committenti) si sono sforzati di ispirare negli spettatori sentimenti di fede e speranza verso Dio uno e trino.
Una variante alquanto insolita del Trono di Grazia è contenuta nel grandioso retablo realizzato (1496- 99) da Gil de Siloé per l'altare maggiore della Certosa di Miraflores a Burgos. Nel complesso apparato iconografico che si dispiega sul retablo, la Trinità occupa assieme a quattro scene della Passione, la grande corona di angeli posta al centro nella sua parte superiore. Vi campeggia la grande figura del Cristo Crocifisso; ai suoi lati, intenti a sostenere il braccio orizzontale della croce, sono poste la figura del Padre con indosso un ampio piviale e coronato da una tiara pontificia, e quella dello Spirito Santo, curiosamente presentato come un giovane vestito con tunica e stola, con in capo una corona imperiale.
Tra le raffigurazioni più celebri va quantomeno citata quella realizzata da Raffaello in Vaticano, nella "Stanza delle Segnature", per il tema de La disputa del Sacramento (1509).  Nel grande affresco che si svolge secondo un preciso programma teologico, l'artista urbinate adotta una rappresentazione rigorosamente "verticale" delle figure del Padre, del Figlio e dello Spirito Santo, circondate dai Beati. La linea verticale che idealmente unisce le tre figure ha come sottostante punto focale l'ostia consacrata, posta sull'altare, attorno al quale si svolge la disputa teologica. Si traducono così in immagini facilmente interpretabili le affermazioni dogmatiche del "Filioque" (lo Spirito che procede dal Padre e dal Figlio) e della presenza corpo di Cristo nell'ostia consacrata.
Alquanto singolare dal punto di vista iconografico è la Doppia Trinità di Bartolomé Esteban Murillo (1681-1682) derivata dall'episodio evangelico del ritorno di Gesù dal Tempio tenuto per mano da Maria e da san Giuseppe. Le tre figure compongono una Trinità terrena; assistono alla scena il Padre e lo Spirito Santo formando così con il piccolo Gesù, la Trinità celeste.
La vela centrale del presbiterio della chiesa di Santa Giuliana a Vigo di Fassa ospita una rarissima raffigurazione della Trinità in forma trimorfa: una persona con un unico corpo ed un solo capo, in cui si fondono però tre volti; è avvolta in un manto rosso, mentre regge con una mano il globo terracqueo e con l'altra benedice, il tutto racchiuso in una mandorla, simbolo di perfezione. Il Santuario di S. Giuliana, consacrato nel 1452 dal cardinale Nicolò Cusano, è la chiesa più antica e ricca di storia della Val di Fassa. Situato sul Dosso del Ciaslìr, fu costruito nella metà del XV sec. in stile gotico. Scarse le notizie sulle origini della Santa, sostituite da tradizioni e leggende che la vedono protagonista coraggiosa nelle torture del martirio e nelle tentazioni del demonio. All’interno del Santuario un grande affresco, probabilmente opera di un pittore veneto o friulano della prima metà del Cinquecento e restaurato nel 1764 da Giovanni Battista Cudauner, raffigura le vicende della Santa. Da ricordare anche il pregevole trittico scolpito da Giorgio Artz nel 1517, con la statua della Madonna al centro, S. Giuliana a sinistra e S. Margherita a destra. Il soffitto del presbiterio è affrescato da figure di angeli, musicanti, profeti, evangelisti e santi, con al centro appunto la rarissima rappresentazione della Trinità con una testa con tre volti. La grande devozione a S. Giuliana fu testimoniata dalla popolazione anche dopo il secondo conflitto mondiale, quando la gente di Fassa si recò al santuario per ringraziare la Santa dell'incolumità della valle, scampata miracolosamente alle stragi e agli orrori della guerra che avevano investito zone circostanti.

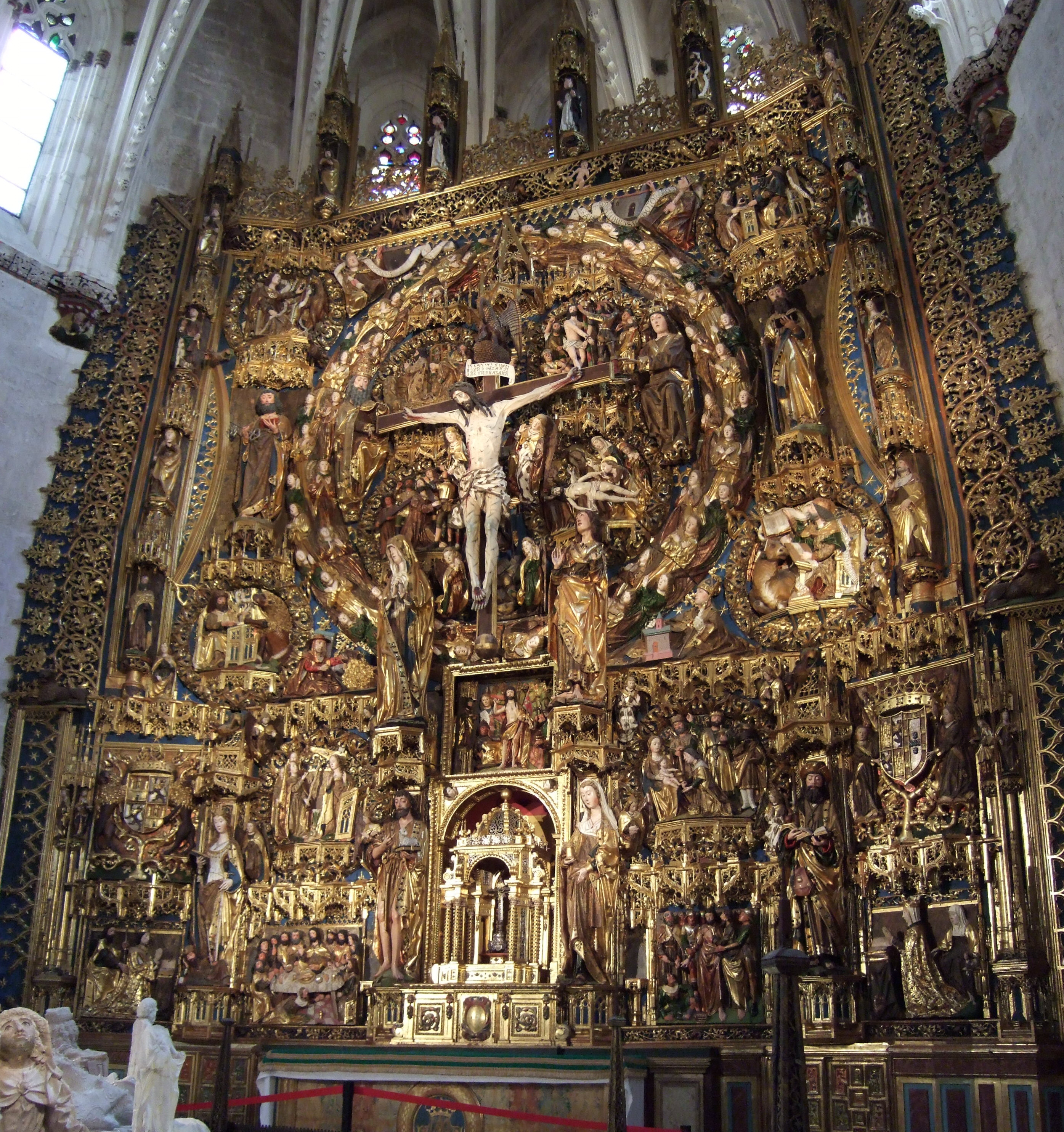
Gil de Siloé, Retablo dell'altare maggiore, 1496-99, Certosa di Miraflores, Burgos
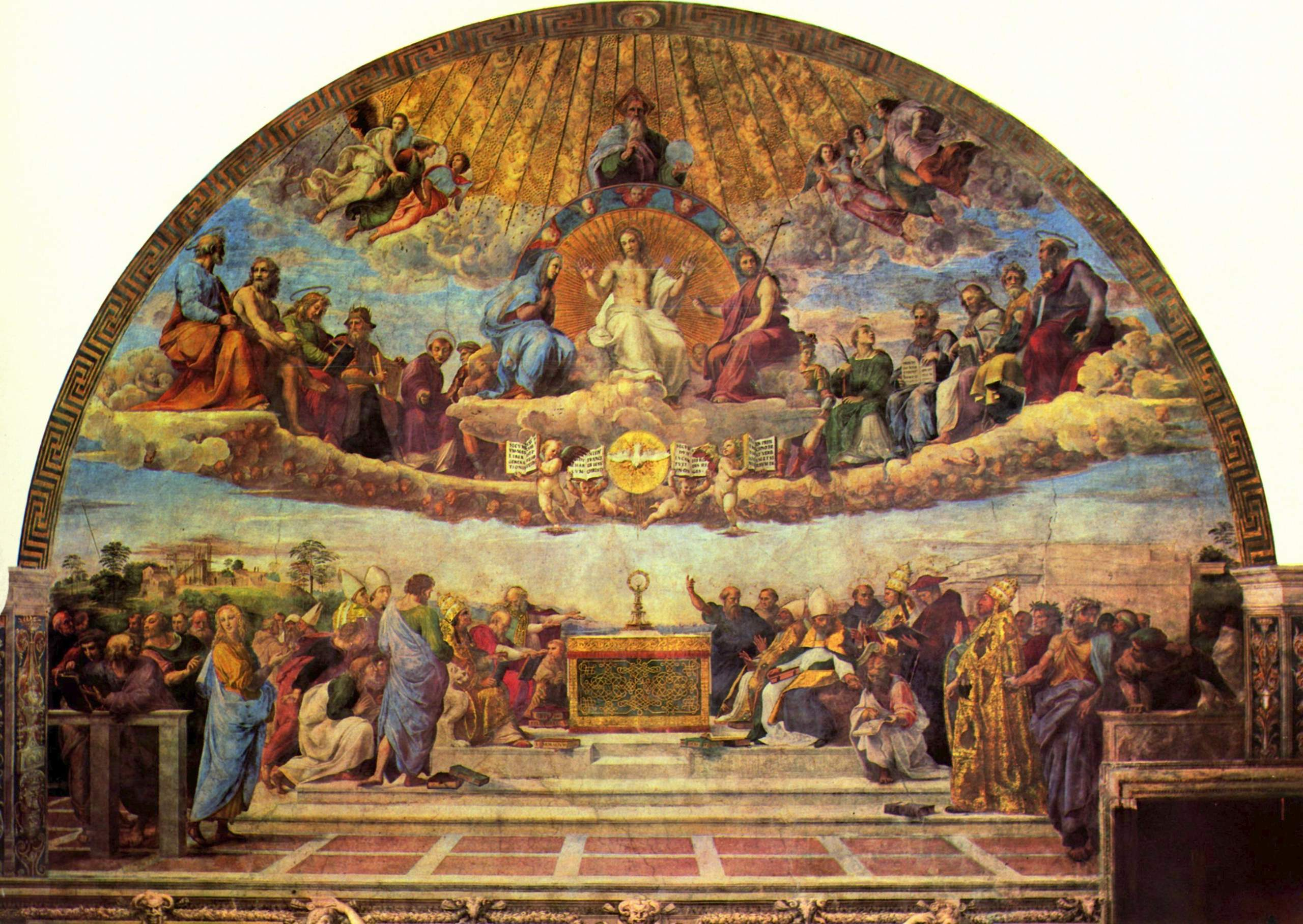
Raffaello, Disputa del Sacramento, 1509, Stanza delle Segnature, Città del Vaticano
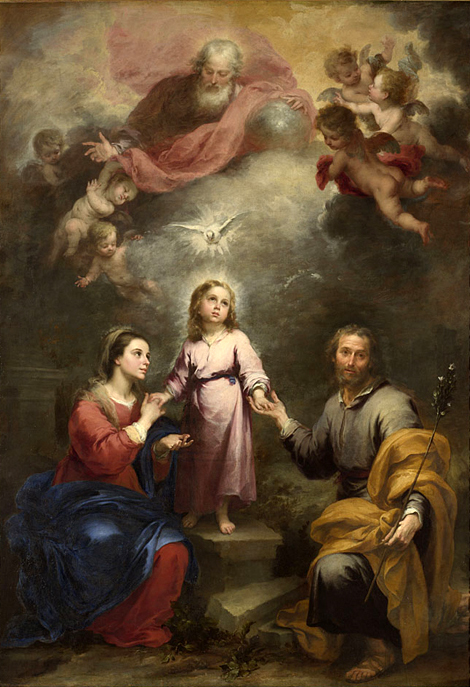
Bartolomé Esteban Murillo, Doppia Trinità, (1681-82), Londra, National Gallery (Londra)